# プラズマ界
プラズマ界（プラズマかい）は、NHK教育テレビ『天才てれびくんMAX』において、2004年度の舞台に設定されていたテレビの中にある異世界、及び同番組内で放送された長編ドラマのタイトルとその舞台である。
『天才てれびくんMAX』2004年度の番組詳細についても本項で解説する。

## 概要
テレビの中に存在する世界であり、常に太陽に照らされた国「テレヴィア」と、太陽の光が一切届かない暗黒の国「アンダーワールド」の二つからなる。
地球のような球体ではなく、平面体（円盤状）である。ゆえに太陽に面した大陸がテレヴィアであり、その裏側がアンダーワールドとなる。宇宙は存在せず、テレヴィア側には青空が、アンダーワールド側には夜空が遠い果てまで広がっており、その2つの空の境目に平面体の大陸が浮遊している。自転はせず、重力は重心向きではなく地表に対し垂直に働いているので、エレベーターで行き来すると中間で重力の向きが逆になる。
プラズマ界では100年に1度、虹の年と呼ばれる年が来る。それは100年周期で訪れる空に虹が架かる超自然現象が起きる年で、虹の観測が初めて実施されたテレヴィア暦836年から現在までの1200年間、虹の年の間に虹が架かる回数は例外なく合計24回である。この虹の年の虹が出ている日に、地球でテレビリモコンのボタンを一定の順番で押すと、地球からプラズマ界への移動ができる。ワープの際にはリモコンを押した者の体が光に包まれる。地球からプラズマ界へ行く場合には体がテレビに吸い込まれてプラズマ界に架かる虹から落下、プラズマ界から地球へ行く場合には体が空中に浮かび上がり虹の中へと消え、地球上のテレビから飛び出す。つまり虹がプラズマ界と地球を繋ぐ、まさに｢架け橋｣となるのだ。
なお両国民とも、地球や日本のことは全く知らないが、使用している言語は日本語と同じものである。
時間の流れが地球とは大きく異なっており、プラズマ界での一年は地球での1日に当たる。

### 歴史
千年前の大事変｢テレヴィアンクライシス｣
1000年前のテレヴィア暦1035年、プラズマ界に突如として魔王が現れた。全てを無に返さんとする魔王の手によりテレヴィアの各地は次々と破壊されていき、世界は破滅の一大危機に襲われた(テレヴィアンクライシス)。しかしそんな時、天に輝く虹の中から何者かが舞い降りた。それは異世界である地球からやってきたという3人の少年少女。彼らが地球から持ち込んだ何の変哲もないリモコン(もともと何に使われていたリモコンかは不明)を、当時のテレヴィアの科学者シャラク・レイシーが改造して、未知なる力を秘めた「伝説のリモコン」を作り出し、少年少女に託す。リモコンを魔王に向け一時停止ボタンを押し、放たれた光線が魔王を貫いて太陽に直撃した結果、魔王の肉体は太陽に封じられ、魂は7つに分裂しテレヴィア各地に散らばった。3人は魔王が二度と復活できないよう、魂を「封魔」の文字が刻まれたお札型リモコンの中に封印し、テレヴィアの各地にバラバラに隠した。太陽に魔王の肉体を封じたことが原因で太陽はその時から動きを止めてしまうが、結果的にプラズマ界は一大危機から救われ、少年少女は虹の勇者として称えられることになった。その後伝説のリモコンは虹の箱に収められ、RGBで保管されることとなる。そして虹の勇者たちは、その年の最後の虹が出た時に元の世界へ帰っていったのだった。これらの出来事は『虹の勇者伝説』という巻物に記録されているが、現在その所在は明らかになっておらず、現在のプラズマ界の住民はテレヴィアンクライシスについては全くと言っていいほど知らなかった。
なお、封印のお札リモコンが隠されている箇所は以下の通り。
- 勇者の丘にある石像(1000年前に起きた大惨事、テレヴィアンクライシスからテレヴィアを救った虹の勇者を称えて建てられた石像(前述の｢歴史｣を参照)。ある日この石像が倒壊し、隠されていたお札リモコンを甜歌が踏み壊してしまったことにより、魔王の魂のひとつが現代のプラズマ界に蘇り、物語は急展開を見せる(後述の｢魔王｣を参照)。)
- テレヴィア岬灯台の聖なる炎の中(灯台守のなつが首から下げているペンダントに書かれた暗号を解くと灯台の炎が消えお札リモコンが浮かび上がってくる。)
- 錬金術師の島にある世界終末の墓(｢世界終末の墓｣とは、この島にある大木につけられた名前で、その根元にある祠の中にお札リモコンはしまわれている。なお、お札を手に取ると地下に埋められている巨大ロボットが起動し、お札リモコンを返すように催促する(後述の｢シャラク・レイシーの発明品 巨大ロボット｣を参照)。)
- デラックス大車輪寺の釣り鐘
- 杏奈先生の家の古時計
- テレヴィア美術館の「開かずの石棺」(石棺の蓋部分にお札リモコンが埋められており、その結界によって開けられないようになっていると思われる。なお、石棺の中には魔王の魂が閉じ込められたガラス玉だけが1つ入っている。)
- アルカ・ナイカ号の開かずの間(アルカ・ナイカ号は、古代テレヴィアの科学者シャラク・レイシーがアンダーワールドに亡命する際に使用した船である。船の奥の開かずの間にある宝箱の中にお札リモコンが入っていて、二機の海賊型アンドロイドに守られている。)

現代の地球で、幼馴染の甜歌と愛実がテレビのチャンネル争いをしている際に偶然リモコンで「1031」を押してしまい、テレビの中に吸い込まれてしまったところから同番組の物語がスタートする。

### 書物
作中には物語を進める上で謎を解く鍵となる書物がいくつか登場する。これらの書物は、いずれも古代テレヴィアの人物が書いたものであるため、文章は「古代テレヴィア語」である。
- 『虹の勇者伝説』

著者は白木カピバラ。上巻と下巻からなる。上巻には、虹の箱のありか、封印のお札リモコンや魔王のことについての詳細が書かれており、下巻には、虹の勇者やRGの起源など「テレヴィアンクライシス」についての記述が多かった。この二つの書物はなぜかテレヴィアデパートの骨董品店にあり、変装して虹の箱について探るべくテレヴィアに来ていたゴルゴ伯爵が店番をしていた「ゆりあロボ」に尋ねたところ、この巻物が入った虹の模様が描かれた箱を出した。
ゴルゴ伯爵は偽札を使って上巻を騙し取りアンダーワールドに持ち帰ってしまう。その後、ゴルゴ伯爵が箱と中身の巻物を有沙女王に見せると「我々が欲しいのは虹の箱であって、巻物はいらない」と捨ててしまう。一方下巻の方は、同じく骨董品店に来ていた杏奈先生が手に入れ解読を進める。その解読の中で上巻の存在とそれがUWFに渡ったことが判明し、上巻を取り戻すため、そしてUWFの目的を知るためにRGはアンダーワールドに侵入する作戦を実行。その後、無事に上巻を取り戻したRG一行は、それを杏奈に託し、解読を進めるも苦戦。後日、｢呪いの札｣を破壊するため、杏奈の自宅に侵入したUWF達だったが、杏奈のことを悪い人間ではないと信じていた幸生が会いに行ったため、バレてしまう。そこでUWF達は、杏奈から今までに解読した上巻の内容(魔王の存在や千年前に起きた事など)を聞かされることとなる。そこで初めて、今まで自分たちが破壊してきた｢呪いの札｣が、魔王の魂を封じこめたお守りであることを知った彼らは、｢上巻に記された魔王と夏希に何らかの関係があり、自分たちは利用されている恐れがある｣と考えた。愛実は、有沙女王が古代テレヴィア語を読むことができることを思い出し、有沙女王に解読をお願いすることを提案する。杏奈は、幸生が自分を信じてくれたお返しに、彼らを信用することにし、提案を承諾。再び上巻はUWFの手に渡り、有沙女王が解読。その中でRGとUWFは全ての真相を知り協力態勢を取るようになる。
- 『シャラクの日記』

作者は古代テレヴィアの科学者のシャラク・レイシーで、彼がアンダーワールドに亡命する際に使った「アルカ・ナイカ号」という船の中で発見される。日記には「おいしいあんまんを作るには、味噌を入れること〜」と書かれていたが、チアキが逆からも文章が読めることを発見。なお、逆から読むと、「虹の箱について、万が一のために〜」という文で始まり、後には虹の箱の開け方についての暗号も記されていた。
その暗号は「受け継がれし物、鍵に向け、三つ揃え、虹の箱と押せ」というもので、「RGに受け継がれているRGリモコンを3つ揃えて鍵（ラビ零号）に向け、数字ボタンをニジノハコ（24085）と押す」という意味である。

## テレヴィア
プラズマ界のうち表側の常に太陽に照らされ続ける国。上空には青空がどこまでも広がっている。太陽が沈まないため住民に夜の概念はなく、そもそも「夜」や「昼」という単語を知らない。
地理
テレヴィア側の平面体の大部分は、海で占められている。加えて幾つかの島々が浮いていたりと、現実世界の地球に良く似た外観を持つ。海原の中央に位置する最も大きな大陸がテレヴィア本島。そこから少し離れた西・北・北東の方角にもそれぞれ3つの小島が浮かんでいるが、いずれも未開の地であり、西の島には草原、北の島には丘、北東の島には砂浜だけが存在する事実上の無人島である。南西と南東の方角にも小さな島国がある。こちらには少数ながら人がこの島を居住地とし生活を営んでいるが、栄えているとは言いがたい。東の方角には本島以外で唯一、都市開発が成されている島がある。地表がコンクリートで形成されており、港町のような雰囲気を漂わせる。ただし背景としての登場に留まり、劇中に取り上げられることはなかった。
人口
首都的存在たるテレヴィア銀座ですら、その豊かな町並みに反して閑散としている。RGやUWFが街を歩いている場面でも通行人と遭遇する機会は少ない。
法律
違法行為を働けば警察に逮捕される。義務教育は制定されておらず、中学生に値する卓也やちひろも通学する事なくRGの一員として活動している。
経済
交通機関は発達しておらず、車や電車が走っている様子は見られない。移動手段は徒歩のみである。反面、ロボット工学には相当の力を注いでおり、店員や警備員の勤めをロボットに携わらせている企業は多い。海底にライブハウスを設立するなど建築技術も高い水準を誇っている。農業はテレヴィア本島の北部で行われており、テレヴェストのふもとには田畑が作られている。第5話では杏奈先生がウルメイワシを所持している事から、漁業も行われている様子。科学技術は通信機に相手側の映像が3Dで映る程度に成功している。なお通貨は「テレヴィー」という単位が用いられている。テレヴィアデパートに売っていた壺の値段が8000万テレヴィーと知ったゴルゴ伯爵が「家が買える」と発言した。
自然
テレヴィア本島は一面に草原が広がっており、要所要所に街や建物があるという、RPG風の地形。北部には山脈が連なり、北西部には森林が生い茂っている。
生物
劇中に人間以外の生物が登場する事は極めて少ないが、RGと樹音館長が初めて会った際にレッド隊長が「この人はサルですか?」と訊ねる場面がある。また前述通りウルメイワシが捕れている事から魚類、第18話ではクモの登場により虫の存在も確認された。テレヴィア銀座には肉料理を扱う店もあるため、鳥や四足歩行の哺乳類も生息している模様。
文化
基本的に現実世界との差異はない。音楽や漫画が娯楽として浸透している点や、絵画・彫刻・陶芸が芸術として人々に好まれ、美術館に保管されるといった点に代表される。食事は和食書・中華料理など現実世界の各国の料理が郷土料理として親しまれている。プラズマ界はテレビの中の世界であるが、テレビも存在する。未開の地が多く、一部では魔術の使用も行われているためヒロイック・ファンタジー的な要素も見られる。

### レインボー・ガーディアンズ(RG)
テレヴィアの平和を守っている精鋭部隊。略称はRG。ユニフォームは明るい系統の色で、胸にはRGのエンブレムがある。虹の勇者に代わってテレヴィアを守るという概念により結成された。メンバーは全員レインボー・ガーディアン・ビルディング（RGB）という基地で生活している。最近では人員不足に頭を悩ませている。
隊員はRGリモコンという武器を所有しており、RGBのセキュリティシステム搭載の扉を開ける為の暗証番号の入力、仲間との通信など、様々な機能をもっている。甜歌は緑のペンダント型、ちひろは赤い手甲型、卓也は黄色のハンドガン型のリモコンを使用。リモコンには0から9までの数字のボタンと早送りボタン・スローボタンがある。早送りボタンとスローボタンは物体の動きを速くしたり遅くしたりする光線を発射するボタンである（使用時には「レインボーアタック」とかけ声をかける）。ただし、これはRエネルギーという希少で特殊なエネルギーを用いているため多用することはできず、すぐに機能が停止し充電が必要となる。数字のボタンは前述の通り様々な暗証番号がインプットされている。主なものは「1549」でRGBの扉を開ける、「49」で外部から司令室へ緊急招集を呼びかけるといったものなどで、日常の生活においても気象庁に繋ぐコードなど便利な機能が搭載されている。しかし、隠された真の能力は「虹の箱を開けるための鍵を作動させること」であった。物語終盤、「虹の箱」を開けるための暗号が発見され、その内容は「受け継がれしもの、 鍵に向け、3つ揃え、『虹の箱』と押せ」というものだった。この「受け継がれしもの」が指す物こそ、RGに代々受け継がれてきたRGリモコンのことであった。

#### メンバー
レッド隊長 - レッド吉田（TIM）
通称「眠りっぱなしの赤き獅子」。身長180cm。一人称は｢俺｣、｢私(ほとんど言わない)｣。レインボー・ガーディアンズのリーダー。頼りない一面もあるが誰よりも正義に燃えている熱い男。隊長として部下に叱責することもあるが、直後に自分もやっていることもままある（お湯を注いだインスタントラーメンのできあがりを早めるためにRGリモコンの早送りボタンを使うなど）。アグレッシブな性格だが、怖がりなのか怪奇スポットとされるグルグル屋敷の捜索には消極的だった。仲間を思いやる気持ちが強く、囚われた隊員を救出するためならば自らの身を削る事も躊躇わないなど決して隊長に不向きというわけではない。水虫が酷い。
甜歌（てんか） - 橋本甜歌
通称「健気なドジッ子」。身長145cm。一人称は｢私｣、｢てんかりん｣。ユニフォームカラーは赤。幼なじみの愛実とテレビのチャンネル争いを繰り広げている最中、偶然に現実世界とプラズマ界を行き来する番号を押してしまったことと、プラズマ界が虹の年を迎えていた事が起因して、テレビの中へ吸い込まれてしまう。「テレヴィア中を駆け巡っているRGならば元の世界へ戻るヒントが見つけやすい」という卓也の提案と、レッド隊長の悩みの種であった人員不足解消も兼ねて、互いの利益が一致したことからRGへの入隊を決意する。天真爛漫で落ち着きがない。
ちひろ - 村田ちひろ
通称「熱血どまん中!」。身長159.7cm。一人称は｢私｣。ユニフォームカラーはオレンジ。武士道精神の持ち主。女性ながらサイコロを握り潰して粉々にする、手刀で金属を切り裂く、寺の釣り鐘を遥か彼方まで殴り飛ばすといった怪力を有する。日々の鍛錬は決して怠らない真面目で義理堅い性格ではあるが、目的のためには手段を選ばず、時には一般市民に鉄拳を振るうなど暴走することもある。
卓也（たくや） - 井出卓也
通称「縁の下の苦労人」。身長150cm。一人称は｢僕｣。ユニフォームカラーは黄。頭脳明晰で洞察力に優れる。その一方で運動能力は秀でておらず、トレーニング中に疲れ果てて床に倒れ込むのは日常茶飯事となっている。時折調子に乗る事もあるが基本的に誠実で心優しい少年。ボケだらけのRGメンバーにおけるツッコミでもある。灯台守の娘であるなつとは恋人同士。
ラビ零号（ - ゼロごう） - 坂口候一（声）
白く丸いボディを持つウサギ形汎用ナビゲーションロボ。一人称は｢オイラ｣。耳部分は頭頂部についた1つのプロペラのような形状でこれで空を飛び、腹部にRGのエンブレムが描かれており、基本システムにテレヴィアンズWXPコンピュータを搭載。普段はRGBの司令室に掲げられた木箱の中で生活している。テレヴィアに異変が訪れると外へ飛び出してメンバーに報告する。外部との通信もラビ零号を通して行われ、司令室のモニターにテレヴィア各地の映像を映し出す機能も持つ。ロボットではあるが感情が豊かで、涙を流すことも可能。自身の影の薄さを危惧する場面も見られた。にんじんが大好物。現役最年長のレッド隊長が入隊した頃から既にRGにいたという。その正体は、虹の箱の鍵であった。

#### 親しい人物
杏奈先生（あんな - ） - 白木杏奈
通称「早とちり歴史学者」。本をこよなく愛する。一人称は｢私｣。虹が初めて出た日には即座に観察していた。また、ミラクルおじさんの手品のタネを調べる、テレヴィア美術館の秘宝・テレヴィアの涙を強引に見ようとするなど、非常に好奇心が旺盛。数多くの古文書を読んでいるためか簡単な魔術を行使することができ、第5話では気絶した樹音館長を目覚めさせる儀式を披露した。「ティーチャー杏子」という名のダンサーとしても活動しており、バーンズ勇気と共にリリースしたシングル『ラジオスターの悲劇』は大ヒットを記録した。行動がワンテンポ遅れているが、いざとなると頼れる人物。実は虹の勇者の子孫である。魔王復活時にはUWFと協力して魔王の再封印に成功し、解決後は樹音館長に伝説のリモコンを売り込んでいた。
秋山刑事（あきやま - ） - 秋山恵
テレヴィア特別警察巡査部長。一人称は｢私｣。最初はRGと対立的だったが、徐々に打ち解けて仲よくなった。特にちひろと親しくしている。
ドクター・チアキ - 千秋レイシー
謎の発明家。元々はアンダーワールドの住民だったが、自身の先祖（後にシャラク・レイシーと判明）がテレヴィアの錬金術師の島に超科学技術を残したと知り、それを探し出すため亡命した。実はドクター・レイシーの弟。一族の例に漏れず彼も発明品を作り出す技能を持ち合わせており、発明No.1586として石や土などあらゆる物を材料にして餃子を作れる特殊なフライパン「なんでも簡単ギョウザマシーン」がある。しかし欠陥がある事も一族の例に漏れず、これで作った餃子は3個以上食べると激しい腹痛に襲われてしまう。発明No.1587の「ホバーボード」は映画『バック・トゥ・ザ・フューチャー』に登場するスケボーと同性能の物。

### その他の住民
ラビ4.8号 - 坂口候一（声）
クラブチューリッツのライブハウスマネージャー。体色は薄茶で木曜生放送「Thursday live」にも登場。
ラビ55号 - 坂口候一（声）
メガネシアの住民。陽気な性格。体色は薄紫で胴体に花柄模様があり、眼鏡を掛けている。「天てれゲームゾーン」の司会を担当。
ラビ88号 - 高田由美（声）
ラビ55号の孫娘。ラビ55号が親戚の結婚式に出席する、メンテナンスのためテレヴィア本島に帰還するなどの理由で不在の場合、代理でゲームを進行する。体色は薄黄色で胴体には濃い黄色のハートマークが1つ、ブロペラ状の耳はリボンのような形で濃いピンク色をしている。
ターボ君 - 簗瀬憲光
メガネシアの住民。筋骨隆々の男。「天てれゲームゾーン」でラビ55号の助手を務める。
吉田永憲（よしだ ながのり） - レッド吉田（TIM）
プラズマ界のどこかにある謎の大会議場「勝手議会」の議長。翌年の舞台となる「宇宙船都市・ユゲデール」にも登場した（余談だが「吉田永憲」とはレッド吉田の本名である）。
笑腹亭ゴル蔵（しょうふくてい ゴルぞう） - ゴルゴ松本（TIM）
落語家。「天てれ大喜利」の司会を担当している。助手は洸太レイシー、堀江幸生、ド・ランクザン望がローテーションで務める。
レッド編集長 - レッド吉田（TIM）
ゴルゴデスク - ゴルゴ松本（TIM）
「こちら週刊天てれ編集部」に登場。伸び悩む売上を改善すべく、優秀な記者を集めて特ダネのプレゼンテーション合戦を行っている。
ミラクルおじさん - 千葉繁
テレヴィア銀座のA-57地区にて、大きな箱を用いた手品を披露している。
手品の見物客 - バーンズ勇気、浅野優梨愛、千秋レイシー
ミラクルおじさんの手品を見物していた少年少女。バーンズ様や優梨愛ロボ、ドクター・チアキとは別人。
崇之（たかゆき） - 柿沢崇之
司（つかさ） - 柿沢司
ミラクルおじさんの息子。箱の中に隠れて物を取り替えていた。
ジョアン - ジョアン・ヤマザキ
エステレインボービューティフルの受付係。後に登場するジョアンロボとは特に関係はない。
かをり先生 - 眞鍋かをり
エステレインボービューティフルの店長。カリスマエステティシャン。
コジコジ - 小島聡
カズカズ - カズ・ハヤシ
ヘヴィ級エステティシャン。必殺技は、お肌にツヤとハリを取り戻すマッサージ「ストロングスタイル・フェイシャル」。客であるゴルゴ伯爵と愛実を庇ったために、ちひろに殴り飛ばされる。
樹音館長（じゅね - ） - 川﨑樹音
テレヴィア美術館長。杏奈先生の親友。絵や彫刻・宝石など美しい物の歴史を研究している。バナナを見たり取り乱したりすると、猿のような言動になる。
たまよ - 島田珠代
ちひろの母。未亡人。ちひろと同じく武術の達人で、ちひろを溺愛している。
ハムテル - 前田公輝
一人称は｢ボクちん｣。ハッスル財閥の御曹司。街でちひろを見かけ一目惚れし、お見合いをすることになった。趣味は一人しりとり。
小川直也（おがわ なおや） - 小川直也
ハッスル財閥の会長。ハムテルの父。ちひろと互角の実力を誇る。
空野虹子（そらの にじこ）
漫画家。代表作はレインボーコミックス『おやびん』。
優梨愛ロボ（ゆりあ - ） - 浅野優梨愛
テレヴィアデパートのロボット店員。
バーンズ勇気（ - ゆうき） - バーンズ勇気
カリスマダンサー。「バーンズ様」の名で知れ渡る、テレヴィアの大人気アイドル。
T-ASADA（ティーアサダ） - T-ASADA
クラブチューリッツで働いている、バーンズ勇気の部下。
鳶丸（とんびまる） - 天野鳶丸
グルグル屋敷の主。外見は吸血鬼そのもの。客人にスリル満点のゲームを楽しませる事が、彼にとって最大限のおもてなしであるという。
莉紗（りさ） - 笹岡莉紗
グルグル屋敷の住民。外見は怨霊そのもの。
謎の少女 - 岡室穂香
グルグル屋敷の地下に現れた。鳶丸と莉紗でも正体を知らない。
亜沙美巡査（あさみ - ） - 川崎亜沙美
テレヴィア特別警察署に勤めている秋山刑事の後輩。
栄じいさん（さかえ - ） - 梅津栄
テレヴィア岬の灯台守。
なつ - 岡本奈月
栄じいさんの孫娘。卓也の恋人。
巨大ロボット - 洸太レイシー
錬金術師の島の地下に隠されていた。詳細は後述。
三四郎先生（さんしろう - ） - 高木三四郎
デラックス大車輪寺の2代目師範。
太（ふとし） - 三和太
章一（しょういち） - 一宮章一
デラックス大車輪寺の門番。魔王に倒されてしまう。
中林寺格闘三兄弟 - 坂井良宏、HERO!、高梨将弘
デラックス大車輪寺へ向かっている最中に、魔王に倒されてしまう。ちひろの弟子だった。
ジョアンロボ - ジョアン・ヤマザキ
お手伝いロボットMk-2。工場で整備を受けている最中にウィルスに感染してしまい、他のロボットと共に暴れだす。所持するトレイは武器にも防具にもなる。パワーだけなら秋山刑事をも上回る。
シェフダー - 鈴木琢磨（声）
料理ロボット。必殺技はジェットストリームアタック。
ナカモトくん - 鈴木琢磨（声）
工事ロボット。攻撃力に優れるが耐久面に難がある。
ラビ07B号 - 坂口候一（声）
青色のボディを持ったラビ。目は白目が黒色で瞳がピンク色、額に「魔」の文字のマークがあり胴体の模様は腹巻きに似ている。大群で出現し「ラビとは違うのだよ」と豪語してみせた。
ラビ06S号 - 坂口候一（声）
赤色のボディを持ったラビ。ラビ07B号同様に目は白目が黒色で瞳がピンク色、額に「魔」の文字のマークがあって胴体の模様は腹巻きに似ており、大群で出現した。通常のラビの4倍のスピードで動く。
Dr.ラビ∞号 ‐ 高田由美(声)
黒色のボディを持つラビ。プラズマ界征服の悪の帝王でありロボット軍団を率いる。
キャプテン・キバーン - KIBA
シャラク・レイシーが発明した海賊型アンドロイドで、アルカ・ナイカ号を守るガーディアン。
クイーン・チェリーブロッサム - 桜花由美
シャラク・レイシーが発明した海賊型アンドロイドで、開かずの間に入った者を排除する役割を担う。
ハルオ - 村上東奈
古代テレヴィアの旅人。杏奈先生の先祖・白木カピパラと結婚する。
演じた村上は2001 - 2002年度に出演していた卒業戦士。

### 環境・施設
RGB（レインボー・ガーディアン・ビルディング）
テレヴィア本島の中心より少し南西側にそびえ建つレインボー・ガーディアンズの基地。6つの建物から成り、中央の最も大きな黄色いビルを、5つの建物が取り囲んだような外観を持つ(この黄色いビルのことをRGBとして扱っていることがほとんどであるため、以下ではRGBをこの黄色いビルを指すものとする)。RGBは黄色い壺のような形をしており、下部の膨らんだ部分にレインボーカラーの窓ガラスが付いている。レッド隊長達はRGB内の司令室で活動しており、司令室はピンクと黄色を基調としたデザインになっている。司令室の床の中央には｢RG｣丸いのエンブレムがある。
真空管の森
テレヴィア本島の北西部に広がっている森林地帯。UWFが毎回モグラドリルで密かに出入りしている場所。
テレヴィーヒルズ
テレヴィア本島の南西部にある高級住宅街。ちひろの実家もここにある。第14話では何故か跡形もなく消滅していた。
クラブチューリッツ
テレヴィア本島周辺の海底にあるライブハウス。ダンスと歌を愛する人々が集まる場所である。プラズマ界の中立地帯で、争いごとは厳禁。合言葉は「Peace and happy」。木曜生放送はここで行われていた。生放送の詳細については「Thursday live」を参照。第9話にてテレヴィアダンスグランプリという大会が開催された。優勝賞品は、伝説のダンスミュージックばかりを集めたプレミアレコード集・レインボーBOX。ただし出場人数は4人1組と限定されている。
グルグル屋敷
通称「バケモノ屋敷」。テレヴィア本島の最北地・テレヴェスト裏側のふもとに建っている、有名な怪奇スポット。
勇者の丘
テレヴィア銀座から少し離れた北東の方角にある丘陵地帯。虹の勇者を称えて造られた3体の勇者の像があることで知られる。広い草原の中にこの石像が設置されただけの寂々とした場だが、近所に病院が建っているためここを通り歩く人は少なくない。なお、きちんと描かれたのは第12話と第13話のみで、他の回では病院も含めて更地になっている。
杏奈先生の家
テレヴェストのふもとは田園地帯となっており、そこに幾つか佇み並ぶ民家の内の一つがこの家である。和風住宅。小さく古びているが、家の周囲を電流が走る金網で覆い、その柵の上には180度回転の監視カメラ、門にはロボットが2体警備しているなど、セキュリティ対策には並外れた力を入れている。先祖代々歴史学者であるため家の中は沢山の本で埋め尽くされている。地下室もあり、エレベーターで降りたその先には実験室のような部屋がある。
週刊天てれ編集部
プラズマ界の人気週刊誌「週刊天てれ」の編集部。部屋の構造が後述のテレヴィア第一灯台1階フロアに酷似しているが、特に関係はない。

#### テレヴィア銀座
テレヴィア本島の南部にある、テレヴィアの首都ともいえる街。大半の住民はここに住居を持つ。
A-52地区
第1話で虹の観察をしていた杏奈先生が、空から降ってくる甜歌を目撃した地区。
A-53地区
第1話でRGとUWFが初めて対面した地区。甜歌が落下した場所でもある。
A-57地区
テレヴィア銀座の中心的な広場。周囲には多種多様な店が並んでいる。
ホテルテレヴィア
背景として登場。4階建てのホテル。
薬とか薬とか
背景として登場。ピンク色の壁をした薬局。
エミリーおばさんの店　
シュークリームやケーキ、エクレアといった洋菓子を販売している。盗難被害に遭うことが多い。
クスクス・ジャンバラヤ食堂
背景として登場。店名通りクスクスとジャンバラヤを軸としたレストラン。
テレヴィア美容院
第18話で卓也を他のRGのメンバーから引き離すために、夏希がこの場所への道案内を頼んだ。建物自体は劇中未登場。
エステレインボービューティフル
誰でも美しくなれるという人気エステ店。建物の造りはギリシャ風。綺麗になると見込んだ人には無料招待状を送っている。通常の来店の場合でも、独自のテストに合格すれば料金は無料になる。第4話にてちひろに入口付近の壁を破壊され、第17話では夏希が作り出した偽者のちひろによって売上金を盗まれた。
テレヴィアデパート
テレヴィア銀座の中でも特に突き抜けた高さを誇るデパート。ありとあらゆる品物が揃っている。優梨愛ロボはここの店員。
テレヴィア特別警察署
二重の円柱を外観とする警察署。入口には桃色と緑色のロボット計2体が常時警備中。屋上の手すりには「目指せ不正献金0!」の垂れ幕が掛けられている。
テレヴィア商事
テレヴィア銀座丸の内8地区にある会社。ツインタワー式。第11話でUWFをおびき寄せるためにRGが貸し切りにした形で登場。
ハッスルテクノロジーインダストリアル
ハムテルの父が経営する工場。沢山のロボットを製造・整備している。

#### テレヴィア岬
テレヴィア本島の下部側の海辺を指す。街からやや離れているため辺鄙で、訪れる人も少ない。
テレヴィア第一灯台
テレヴィーヒルズの近くに建つ。栄じいさんが管理している。その火は先祖代々絶やされることなく焚かれ続けてきた。
テレヴィア美術館
テレヴィア銀座から離れた東の方角に佇む、貴重な秘宝が収集された国立美術館。館内には『G線上のアリア』が静かに流れている。展示品は1階に絵画・彫刻・ガラス工芸、2階に版画・陶芸・模型と分類される。3階は最高ランクの秘宝を保管する倉庫となっていて、最後に扉が開けられたのは200年前。第18話において魔王の爆撃により半壊してしまう。
テレヴィア第二灯台
テレヴィア美術館の近くに建つ。

#### テレヴェスト
テレヴィア本島の北部に連なる山脈。
テレヴェスト道場
テレヴェストの頂上付近にある道場。番組内の「スチャラカ!人気者王」というコーナーで、てれび戦士がクラスの人気者になるための修行をする場所。
デラックス大車輪寺
テレヴェストの東部に所在する寺。以前ちひろはここで修行をしていた。

#### メガネシア
テレヴィア本島から離れた南東の方角の液晶の海に浮かぶ、円盤型の島々の総称。計8つの島により形成されている。番組内のゲームコーナーはここを舞台に対決が行われる。ゲームの詳細は「天てれゲームゾーン」を参照。
ナッ島
砂漠の島。架け橋により以心天心島との行き来が可能なため、食料の調達には困らない。人口は少ないが所々に石造建築の小屋が建っている。湧水を利用して公共の水道設備を設けており、石造の巨大な球体を模した水飲み場が人里に存在する。蛇口が無いので水は絶えず流れ落ちる。劣悪な環境の中に目覚ましい開拓が成されているが、太古に造られたと思しき眼鏡を掛けたスフィンクスの石像が設置されているなど、未知なる部分も多い。
以心天心島
メガネシアの中心的な島。5つの白い橋が建設されており、他の島との繋ぎ目の役割を担っている。西の橋はガン・バレー島、北西の橋はローハイ島、北東の橋はナッ島へと繋がる。南東と南西の橋に繋がる島はどちらも名称不明。以心天心島はヤシの木が並び、白い砂浜と澄んだ海に囲まれた島である。海上風車を設置しているのでテレヴィア本島とは独立した電力を得る事が出来る。ケーキの生産が盛んであり、ゲームコーナーでは賞品として勝利チームに授与される。
ローハイ島
上下関係に敏感な島。
ガン・バレー島
以心天心島と並ぶメガネシアを代表する島。3つの方角に白い橋が架かる。西の橋と北の橋に繋がる小島の名前は明かされず。東の橋は前述通り以心天心島と繋がっている。ガン・バレー島は大地や岩山が全て苔に覆われた島である。岩山のふもとにある居住地と思しき場所は遺跡と化し、無造作に置かれたモアイ像と共にこれも苔に侵食されている。この地には古くから「ガン・バレーの実」という世にも恐ろしい物がなるとの伝承がある。
錬金術師の島
テレヴィア本島から離れた南西の方角の海に浮かぶ、3つの島の内の1つ。湿地帯。霧雨が降り注ぐ事が多い。かつては無人島だったが、現在はドクター・チアキが住み着いている。レイシー家の先祖が世界を守るための超科学をこの地に残したとされる。劇中では「メガネシアの錬金術師の島」と呼ばれていたが、前述通りメガネシアとは逆の方向にある全く関係のない島である。
アルカ・ナイカ号
低気圧の塊（トラの巣）と共に各地を巡っている幽霊船。錬金術師の島の付近に流れ着いた形で劇中に登場した。製造者はドクター・レイシー（とチアキ）の先祖であるシャラク・レイシー。船内にはレイシー家に先祖代々伝わる、超古代科学の発明品や書物が沢山眠っている。第24話において魔王に破壊されてしまう。

## アンダーワールド
太陽の光が全く届かない国であり、上空には星一つ見えない夜空がどこまでも広がっている。アンダーワールド側の平面体は、全土が一つの大陸で成り立っている。すなわち海は存在しない。中心部にこの世界を治める巨大な城（アンダーワールドは君主制を採用している）があり、周囲には城下町が建ち並ぶ。町を出ると地平線まで草原が生い茂っているが、1000年前のある日から太陽の光が当たらなくなったため、現在では枯れ果てている。

### アンダー・ワールド・ファミリー(UWF)
「テレヴィアに太陽を奪われた」と主張し、太陽の光が一切届かない暗黒の国「アンダーワールド」に再び光を取り戻そうとする軍団。略称はUWF。ユニフォームは黒衣に黄緑色のラインが所々に印されたデザイン。数百年に渡って歴代アンダーワールドの女王に仕えている。結成の切っ掛けは太古のテレヴィアに全面戦争を仕掛ける際、女王の下に集められた勇士が徒党を組んだもの。虹の箱を手に入れれば太陽を奪回できると考えており、虹の年が訪れる度にテレヴィアへ侵入し箱を探している。物語後半では究極の占い師・夏希（加藤夏希）の進言で、封印のお札リモコンを破壊するべくテレヴィアに侵攻するようになる。

#### メンバー
ゴルゴ伯爵 - ゴルゴ松本（TIM）
通称「黒い彗星?」。身長167cm。一人称は｢俺｣、｢俺様｣。アンダー・ワールド・ファミリーのリーダー。勝利のためには悪事も辞さない危険な男。人と出会う度に暑苦しい顔と評される。UWF結成時から先祖代々落ちこぼれとして名を連ねている。不満を口にする事もあるが有沙女王への忠誠心は高い。特技は整理整頓。
愛実（つぐみ） - 篠原愛実
通称「異次元からのスーパー姉御」。身長147cm。一人称は｢私｣。幼馴染の甜歌とテレビのチャンネル争いを行ったのがきっかけでプラズマ界に迷い込む。いかなる状況にも屈しない強気な性格を評価されてUWFに加入。短気だが冷静かつ的確な判断ができ、UWFにとって大きな戦力となっている。腕組みをするのが癖。RGの卓也同様ボケだらけのメンバーに対するツッコミ役。甜歌とはRGとUWFのライバル同士として普段は邪険にしているが、甜歌が泡を吹いて倒れ病院へ運ばれたと聞いた際には、虹の箱の情報をRGから聞き出すという使命を無視し「何でも言いなり催眠音楽テープ」でゴルゴ伯爵らを眠らせ病院へ向かうなど、元々の友人として心の中では思いやっている。
幸生（こうせい） - 堀江幸生
通称「満腹重戦車」。身長160cm。一人称は｢僕｣。アンダーワールドで一番の怪力の持ち主。性格は温厚で穏やか。大食漢ですぐに腹が減る体質が弱点。極度の運動音痴でもあり、テレヴィアダンスグランプリへ向けての練習では最後まで他のメンバーの足を引っ張ってしまった。しかしそれを見限る事なく熱心にダンスの指導を施してくれた杏奈先生に恋心を抱くようになる。魔王封印後は杏奈先生の下でお手伝いをすることになった。
望（のぞみ） - ド・ランクザン望
通称「自称天才軍師」。身長168cm。一人称は｢僕｣。UWFの参謀を務める。自信過剰でナルシスト、世渡りと悪知恵に長けており、愛実の苦手なタイプ。一方、偵察・調査は勿論、盗聴も軽々とこなすなど兵士としては非常に優秀で、後にUWFの幹部となった夏希にも新リーダーに任命された。根は悪くないが真面目すぎるため使命感が強く、杏奈先生を庇う幸生に対して消滅の札を貼ろうとした事がある。
里穂（りほ） - 飯田里穂
通称「天然トルネード」。身長149.6cm。一人称は｢私｣。UWF特殊チーム・黒いだんご3兄弟のリーダー。ドジっ娘。語尾に「でし」を付けて喋る傾向がある。
愛美（まなみ） - 伊倉愛美
通称「悪魔の電卓」。身長130cm。一人称は｢私｣。黒いだんご3兄弟の隊員。状況判断が得意。常に電卓を持ち歩いている。父親は団子屋を営んでおり、休日には自身も店番を担う。
郁哉（ふみや） - 髙橋郁哉
通称「闇の吟遊詩人」。身長129cm。一人称は｢僕｣。黒いだんご3兄弟の隊員。趣味は詩作。
ドクター・レイシー - 洸太レイシー
通称「スーパーエキセントリック発明王」。身長149cm。一人称は｢わたし｣、｢わたくし｣。マッドサイエンティスト。猫耳のような突起のついた黒い帽子と眼科で視力検査に用いられる眼鏡が特徴。登場時には毎回「ヒャーッハッハッ…」と狂った高笑いを上げている。アンダーワールド最高峰の科学技術を備え持ち、UWFに対して役立つ発明品を持ち込んでいるが、たいていは欠陥品や無意味な発明品である（それでも一部は実際に活用されたものがある）。しかしその確かな才能を買われ、アンダー城を自由に出入りする許可を与えられた。普段は研究室に篭っているが、時折ダークタウンで屋台営業に励む姿も見られる。

#### 女王
アンダーワールドは古くから女王が君主として国を治めている。光を失ったその年、当時の女王が太陽が消失した原因を追究した結果、自国の裏側にもう一つの国テレヴィアを発見し、この国の人々が太陽を奪ったと考えた。その後UWFを結成し太陽を取り戻すべく戦争を仕掛けた。1000年前の女王は自らが前線に立ち戦争に参加するなど国民の支持を大いに集めた。しかし近年ではアンダー城の外を一歩も出ずに生涯を終える女王も居るため、「城内で遊び呆けている」と陰口を叩く国民も現れている。雷を発する魔法の杖を代々受け継いでおり、主にゴルゴ一族の処罰に使用される。
有沙女王（ありさ - ） - 中村有沙
通称「暗闇の黒き太陽」。身長148cm。一人称は｢わらわ｣で、古風な話し方をする。アンダーワールドの現女王。気高く凛とした絶対的カリスマ。国民からは半ばアイドル的存在として崇拝されており、彼女を広告塔として起用する企業が後を絶たない。趣味は占い。「虹の箱」を入手しようと行動するも毎回ヘマをするゴルゴ伯爵に対し電撃による制裁を加えており、一時は愛想を尽かし新特殊部隊を作ったりしたが、それでもゴルゴを始めとする部下に関しては目をかけている。同い年の少女である愛実を贔屓(ひいき)しており、第11話では自身も行った事がないダークタウンにて愛実とショッピングを楽しむため、お忍びでアンダー城を抜け出すなど年相応な一面を見せた。また、魔王復活及び封印作戦の際は、RGBで待機している時に長期戦となることが予想されたためか、ゴルゴたちにアンダー城から自分のベッドを運んでくるように言いつけた（ゴルゴが｢ベッドまで運んでくるんでございますか!?｣と聞き返すと｢当たり前であろう。わらわはあのベッドでなければ寝れんのじゃ。良(よ)いな?｣と命令した）りと、少しわがままな面も見せた。夏希を幹部に迎え入れてからは夏希を信頼するようになり、虹の箱探しから封印のお札リモコン破壊に作戦を変えるなどいいように利用されていた。魔王復活後、1000年前の事件の真相を知りRGと協力。率先してテレヴィア、そしてプラズマ界のために戦った。
演じていた中村にとっても「思い出深い役柄」と語っており、2010年に当時のメンバーで行われた同窓会では視聴者からもらった魔法の杖のレプリカを披露した。

### その他の住民
なすび - なすび
愛美の父。団子屋を経営している。喧嘩っ早い性格で、仕事に対しての姿勢は極めて怠慢。娘が家賃・仕入れ代を支払うためにとっておいた金を娯楽に浪費している。有沙女王の雷を浴びて更生した。
エマ - 近藤エマ
ダークタウン商店街の客として登場。一人称は｢アタイ｣。
紫星（しせい） - 張沢紫星
ダークタウン商店街の客として登場。いつもエマに苛められ泣いている。一人称は｢ボク｣。
シャラク・レイシー - 小林写楽
古代テレヴィアの科学者で、ドクター・レイシー（とチアキ）の先祖。元々はテレヴィアの住民だった。一人称は｢オイラ｣。

### 環境・施設
アンダー城
アンダーワールドの中心にある巨大な城。縦長に造られており、屋上部分はアンダーワールドを照らす灯台の役割を果たしている。
ダークタウン
暗い空の下、人工の光に照らされた暗黒都市。街の外は枯れて変色した草木で汚染されているため、住民は皆ここで生活を営む。かつては白く綺麗な建物が並び、整理された町並みだったが、現在では正反対の状態と化した。街中に有沙女王のポスターや電光掲示板が設置されている。
5番街
商店街。なすびが経営する団子屋などがある。
3番街
屋台が幾つか建ち並ぶ。中でも人気を獲得しているのはドクター・レイシーが経営する人工太陽屋。他にも地下世界汁（アンダーワールドスープ）を販売する店や、面相・手相を元に運を占う店などがある。
ダークモール
ショッピングセンター。テレヴィアデパートに比べると規模は大きくない。

### ドクター・レイシーの発明品
ドクター・レイシーは直接テレヴィアへ赴く事はないが、数々の発明品を作り出し、ゴルゴ伯爵らに献上する事でUWFに貢献している。時には要望に応えずともUWFが現在必要とする内容の発明品を準備していたりと、神懸り的な先読み能力も備えている。開発作業はアンダー城の研究室で行われており、発明品が完成すると城内放送でゴルゴ伯爵達を講堂に呼び出す。自身は後から遅れて発明品を積んだ台車（レイシーマシーン）を運びつつ、その上に被われた赤い布を捲り発表するのが主なパターン。資金は全て自己負担。視聴者に発明品を募集する告知がされた事もあった。
レイシーシャベル
発明No.2735。見た目は何の変哲もないスコップだが、通常の10倍の速さで土を掘ることができる。その代わり疲労度も20倍になる。初使用時には持ち主の全身が青白い光に覆われる描写があった。後述のモグラドリルが完成するまでUWFはこれを用いて掘ったトンネル状の通路を通り、アンダーワールドとテレヴィアを行き来していた。開通作業の際、テレヴィアでは歴史に残るであろうという記録的な大地震が発生した。
イカサマスプレー
発明No.2736。スプレーに吹きかけられた部分が1時間だけ全く見えなくなる。ただし、よく振ってから使わないとすぐに効果が切れる。
何でも完璧にコピーマシーン
発明No.2737。その名の通り何でも完璧にコピーできる機械。材質、手触り、匂い、味もコピー可能。精密な物であるため非常に壊れやすい。
パチリパチリ
発明No.2738。このカメラで撮影された人間は、写真の中に閉じ込められてしまう。元に戻すためには、秒速12m以上のスピードで写真を地面に叩きつけなければならない。ドクター・レイシーの発明品で珍しく欠陥がない物の1つで、卓也を人質にとる作戦を成功させた。
モグラドリル
発明No.2739。地中を掘り進み、わずか16分48秒でテレヴィアまで到着できる乗り物。ドクター・レイシーの発明品の中では珍しく欠陥がなく最多の使用頻度を誇っていたが、最終話において巻き添えを喰らう形で魔王に破壊された。
一発夏バテ解消ドリンク
発明No.2740。幸生が個人的に依頼して開発された物。味はとてつもなく辛い。
日焼けマシーン
発明No.2741。ドクター・レイシーが経営している人工太陽屋の商品。アンダーワールドに住む全ての人々に共通する夢である「日光を浴びる事」に目をつけたドクター・レイシーは、秘密裏に研究を重ねこれを作り出した。アンダーワールドにおいて御伽噺も同然であった日焼けができるため、お試し品として幾つか店頭に設置されている日焼けマシーンの奪い合いは絶える事がない。価格は30万ラリッサ。
何でも言いなり催眠音楽テープ
発明No.2742。このカセットテープに録音された音楽を聴いた人間は催眠状態となり、テープを再生した人間に従うようになる。ただしテープの再生が終了するとデッキもろとも大爆発を起こす。
特殊装甲パワードスーツ
発明No.2743。ベルトを付け「変身!」と叫ぶと、どんな衝撃もはね返すパワードスーツが装着される。しかし装甲が重すぎるため、装着者は全く身動きできない。
ハイパワー扇風機
発明No.2744。人や大木を遥か彼方まで吹き飛ばす程の強風を起こす。ドクター・レイシーの発明品にしては珍しく欠陥がなかったが、ゴルゴ伯爵が八つ当たりで無意識のうちに投げ捨ててしまったため、RGの所有物になった。
矢印誘導テレハルコンシールド
発明No.2745。矢印が刻み込まれた盾。これに近づいた者は矢印の方向に誘導される。矢印が上を向いていれば飛び跳ね、下を向いていれば全身を地面に平伏させる。テレハルコンという特殊な金属で作られており、ありとあらゆる攻撃を跳ね返すことができる。これを打ち破れるのは同じテレハルコンでできた物のみで、かつテレハルコンはアンダーワールドでしか手に入らない。RGを追い詰めたが、錬金術師の島に現れた巨大ロボットの攻撃により消滅した。
らくらくスパイセット
発明No.2746。内容は壁を透視できるサングラス、小人になれるスーツなどがある。
レイシー嘘発見マシーン
発明No.2747。普通の嘘発見器とは違い、その名の通りドクター・レイシーがついた嘘だけを見破れる機械。
遠隔キャッチマシーン
発明No.2748。見た目はオーブントースターで、遠く離れた所にある物を中に転送する事ができる。1度の使用でエネルギー切れになってしまい、再起動には3日を要する。
健康足踏み発電機
発明No.2749。名前通り、足踏みをする事で発電ができる機械。あくまで発電ができるだけであり、充電はできない。ゆえに電気を利用したければずっと足踏みし続けている必要がある。多数作られたが大半は魔王の攻撃で破壊され、6つのみになった。最終決戦では、伝説のリモコンにエネルギーを供給する大事な役割を担った。
嵐よさよならマシーン
発明No.2789。2005年1月30日公開の冬のイベント「テンタニック号危機一髪!プラズマ大歌合戦」で披露。巨大な嵐を消滅させることができる。ただし3日もかかってしまうため欠陥と思われていたが、歌声が原動力となることが判明し、全員が「プラズマ回遊」を歌い嵐を消滅させることに成功した。

### シャラク・レイシーの発明品
伝説のリモコン
魔王の肉体を太陽に封じるのに使われた最強の武器。UWFが1000年もの間探し求めていた｢虹の箱｣の中身である。1000年前地球からやってきた虹の勇者たちが持っていた「ただのリモコン」を改造して作り出された。長剣の形をしており、ボタン部分の先端に伸びる刀身には不規則な赤い線状模様とお札リモコン同様の「封魔」の文字が刻印されていて、ボタン部分の両脇に数本ずつのコードの束のような物がついている。ボタン部分には0から9までの数字ボタンと一時停止ボタンがあり、魔王を封じる際には一時停止ボタンを押す。1回押せば魔王を封じるが、もう1回押すと封印が解かれ魔王の肉体を太陽から引き出してしまう。そのことを突き止めた夏希（魔王の魂の化身）は、わざと有沙女王らにリモコンを使わせるよう仕向け、完全復活を遂げる。
封印のお札リモコン
魔王の魂が封印されているお札型のリモコンで「封魔」の文字が刻印されている。「お札リモコン」や、単に「封印」とも呼ばれ、全部で7つある。魔王が自力で破壊できないよう結界が張られて守られている。結界にはその他にも、魔王が作り出した偽物を消し去る、ロボット工場の制御コンピューターに感染した魔力を消し去り、暴走ロボを停止させるなどの力も発揮した。当初この封印のお札リモコンは、虹の箱とは無関係のものと考えられていたが、内部構造を解析した結果、RGリモコンと極めて構造が似ており、ラビが調べても分からない未知の部品が組み込まれていたため、もしもこのリモコンがRG結成以前に作られたものだとすると、「テレヴィアンクライシス(前述の『歴史』を参照)」と無関係とも言いきれないという結論に至った(RGリモコンとほぼ同じ構造を持つものが、RG結成以前に作られたとすると、RG結成のきっかけとなった「テレヴィアンクライシス」との関連性が高いと推測されるため)。シャラク・レイシーが作成した物である事が終盤に判明した。
アルカ・ナイカ号
錬金術師の島の周辺の、低気圧内に浮かぶ幽霊船。封印のお札リモコンの1つが保管されている場所であるが、元々はシャラク・レイシーが亡命する際に造ったもの。
巨大ロボット
UWFが世界終末の墓にあった封印のお札リモコンを手にした途端、突如として地中から現れた巨大なロボット。外見がドクター・レイシーに酷似している。全身がテレハルコンでできていため、望が防衛に用いたテレハルコンシールドを一撃で破壊した。封印のお札リモコンを守るべく一行に襲い掛かるが、激闘の末に幸生がリモコンを破壊すると「愚か者め〜…後悔しますぞー!」という断末魔をあげて消滅した。
杏奈先生の家の時計
杏奈先生の家に置いてある時計で、時報の時にはドクター・レイシーの笑い声が入る。封印のお札リモコンの1つを中に隠していて、杏奈先生によると時計があった場所に家を建てたという。
虹の勇者伝説1.5巻 飛び出す巻物バージョン
巻物に立体映像が封印されている。開封するとシャラク・レイシーの立体映像が現れ、「7つに分かれた魔王の魂はおいらが作った特製お札リモコンに封印した。最後の1つは、おいらがアンダーワールドに亡命した時に使った船に隠してある。封印のお札が全て壊され魔王の魂と体が合体した時、このプラズマ界は破滅する。未来の人々よ、必ず守れ、この世界を。いつもの明日が来ることを信じて…」と語る。なおこの巻物は、映像の再生が終わると特に意味もなく爆発する。

## 魔王
1000年前にテレヴィアを襲ったが、虹の勇者に伝説のリモコンによって封印され、魂は7つに分裂し「封印のお札リモコン」に、肉体は太陽に封じられる。しかし、ある日のRGとUWFの対戦の際、秋山刑事とちひろに殴り飛ばされた望が勇者の丘に立つ石像に衝突。その弾みで石像は倒壊し、隠されていたお札リモコンの1つが地面に落ち、それを甜歌がうっかり踏み壊してしまう(第12話｢虹の箱の秘密！｣より)。その結果、魔王の魂の欠片の1つが1000年の時を経て、女性の姿をした夏希として蘇ってしまう(第13話｢よみがえった謎の女！｣より)。
究極の占い師 夏希 (魔王の魂の化身) / 魔王(CGキャラクター) - 加藤夏希
本作の悪役。勇者の丘の石像が倒壊した際に、テレヴィア各地にに計7つ存在する魔王の魂を封じ込めた「封印のお札リモコン」の1つが壊れたことがきっかけで蘇った魔王の魂の化身。一人称は｢我（われ）｣が基本だが、希に一般人に扮装したりする場合は｢私｣｢夏希｣などとも言う。1000年前から存在するため、古風な話し方をする。
プラズマ界を滅ぼすことを目的とし、魂を全て取り戻して完全復活しようとするが、お札リモコンに張られた封魔の結界の力で自力では破壊することができないため、「テレヴィアンクライシス」を知らない有沙女王たちUWFを利用する。「究極の占い師」を装いUWFに近づき、「虹の箱が見つからないのはこの地に掛けられた呪いのせいであり、呪いを解くにはテレヴィア各地にある6つの呪いの札を破壊する必要がある」と騙し、呪いの札破壊計画を進言した。まんまと騙されたUWFは次々とリモコンを破壊していき、夏希は着実に魂を取り戻していく。最後には完全復活を遂げるが、全ての真相を知り一致団結したRGとUWFの手によって1000年前と同様に再び太陽に封じられる（詳細は後述）。
まお
最終話にて登場。ミカミコーチの恋人。一人称は｢まお｣。夏希（魔王）と瓜二つだがぶりっ子な性格で、ゴスロリファッションに身を包む女性。ミカミコーチとは、かなりラブラブな恋人同士（所謂バカップル）である。
魔王の術
夏希（魔王）はさまざまな魔術を使い、RGらを撹乱する。封印のお札リモコンが壊されるごとに使える能力が増えていった。魂を全て取り戻した際には、光の翼のような物を出して飛行も可能になった。
- 魔眼光（まがんこう）：透視能力の一種。物体を透視して中身を覗いたり、その向こう側の景色を見ることが出来る。

特に名称はないが、以下のような術もある。
- コピー（偽物）を作る：藁人形に魔力をかけ、偽物の人間を作り出す能力。夏希はその偽物に憑依して自由自在に操ることができ、この能力でちひろと卓也の偽物を作り出している。

これで生まれたちひろの偽物がテレヴィアの店を荒らし回ったため、本物のちひろは窃盗・器物破損、及び強盗傷害の疑いでテレヴィア特別警察に逮捕されてしまう（これでRGの最大戦力を奪うことが魔王の狙いだった）。その後疑いが晴れ、偽物はお札リモコンに触れ消滅する。卓也の偽物は、テレヴィア美術館の「開かずの石棺」の蓋部分に埋め込まれたお札リモコンを破壊するため、「破壊の衝動」という目の前のものを破壊したくなる衝動に駆られる魔力を封じ込めたお菓子をちひろに食べさせる目的で作られる。しかし手違いで、偽卓也がRGメンバーの元に帰ると本物の卓也と鉢合わせしてしまう。メンバーはどちらが本物の卓也かを見分けるために考えた末、「ちひろの偽物がお札リモコンに触れて消滅した」ことを思い出す。すると夏希は「消滅させられるくらいならこちらから消えてやる」と、自身が宿っていた偽卓也を大爆発させる。結果的に爆発に巻き込まれた石棺が破壊され、夏希はまた1つ魂を取り戻した。
- 肉体を取り戻し魔王として完全復活を遂げた際には、両腕の先端（｢勾玉の尻尾(後述を参照)｣に当たる部分）からビームを発射して破壊を行う。

魔王の完全復活
｢シャラクの日記｣を読み、｢伝説のリモコンは魔王を封じることができるが、もう一度ボタンを押すと逆に封じた魔王の肉体を解放する｣という伝説のリモコンの機能を突き止めた夏希は、ゴルゴを人質に取りわざとRGらにリモコンを自分に対して使うように仕向ける。そんなこととはつゆ知らず、有沙女王は上空に浮いた夏希に伝説のリモコンを向けて一時停止ビームを放ち、見事命中させて喜ぶ一同であったが、その直後甜歌が、太陽の中から太極図のような外見の球体状の物体が出てくるのに気づく。その太極図の黒と白の点に当たる部分は目のようになっていて、かすかにそのまぶたを開いたり閉じたりしていた。そしてその物体が、宙に浮いたまま｢死んだフリ｣をする夏希の背後までゆっくりと降りてくると夏希は顔を上げて高笑いをし、｢誠に大儀であったぞ、人間ども｣と言い放った。攻撃が効いていないことに気づいた有沙女王はもう一度一時停止ボタンを押すが、魔王の肉体を太陽から引き出すのに全エネルギーを使い果たしたリモコンは、もはや使い物にならなくなっていた。その時ようやく杏奈先生が｢伝説のリモコンのもう一つの機能｣に気づき、有沙女王は自分が魔王の封印を完全に解いてしまったことを深く後悔する。一同が騒然とする中夏希の背後の球体が2つに（太極図でいう所の黒と白の境目で）分かれ、黒と白の勾玉型となった。そしてその｢2つの勾玉｣の｢尻尾｣の部分が触手のように伸びて両腕を構成し、その間には赤黒い胴体が現れ、その前面にはモニターがついていた。生物というよりは機械（ロボット）のような外観をしたそれこそが、魔王の本体であった。そして夏希がモニターの中に吸い込まれたことによりモニターに夏希の顔が映り、｢肉体｣と｢魂｣が一つになって魔王は完全復活を遂げた。
魔王との最終決戦
完全復活を遂げた魔王だが、1000年前と同じように再び太陽に封印される。以下は魔王が封印されるまでの、RGとUWFの戦いの一部始終である。
虹の箱のありかを突き止め、伝説のリモコンを手に入れたRG一行だったが、虹の箱を開封すると伝説のリモコンのありかを魔王に知られてしまうことを知る。案の定気配を嗅ぎつけた魔王はリモコンを破壊しにやってくるが、リモコンに張られた結界のおかげでそれは阻止された。しかし魔王は上記の通り『シャラクの日記』の存在を知り、黒いだんご三兄弟から奪い取った日記を読んだことで前述の「伝説のリモコンの機能」について突き止め、わざとRGらにリモコンを使わせ肉体を太陽から解放することに成功、完全復活を果たす。これを見た有沙女王はもう一度魔王にリモコンを向け封印しようと試みるが、魔王の肉体を引き戻すのに全エネルギーを使い果たしたリモコンは、もはや使用不能になってしまっていた。そんな折、甜歌が「伝説のリモコンをRGリモコンのようにチャージすれば、もう一度使えるようにならないか」と提案するが、それを聞いていた魔王の攻撃によって発電所が破壊され失敗。次に有沙女王の提案で「アンダーワールド中の電力をテレヴィアに供給する」作戦が実行され、その時アンダーワールドにいた望と幸生の2人とドクター・レイシーの尽力でモグラドリルを使ってアンダーワールドからエネルギーを供給するための通路を掘り、そこからアンダーワールド中の電力を集めテレヴィアに送るが、これも魔王の爆撃で破壊され失敗に終わる。最後の手段は、望らと一緒に来ていたドクター・レイシーの発明品「健康足踏み発電機」によって電力を供給することだった（なお、この発電機には蓄電能力がないため、伝説のリモコンを使う時には足踏みをし続けなければならない）。これを最後の希望とし、魔王封印作戦が開始された。有沙女王と杏奈先生はRGBの屋上で魔王封印を、卓也、ちひろ、望、幸生、甜歌、愛実は発電機で伝説のリモコンにエネルギーをチャージする役割を、レッド隊長とゴルゴ伯爵はその指揮をそれぞれ担った。全員が全速力で足踏みをするもなかなかフルパワーにならなかったが、甜歌がRGリモコンの早送り機能で自分とメンバーをスピードアップしたことでようやくフルパワーになった。今度こそはとRGB屋上の有沙女王が魔王に伝説のリモコンを向け一時停止ボタンを押すが、リモコンは動かない。司令室のレッド隊長とゴルゴ伯爵が原因を突き止めるべく発電機のケーブルを辿っていくと、伝説のリモコンとケーブルの接続部分が外れてしまっていたことが判明。しかし、魔王を封じるためには太陽と魔王が重なるタイミングを狙わなければならず、有沙女王らはその場から動けない。何とかケーブルを繋げようとレッド隊長とゴルゴ伯爵は手を伸ばし合うがもう少しのところで届かず、発電チームの体力も限界に近づいていた。そこで有沙女王がやむを得ず2人に雷を放ち、それによって電気が通りエネルギーの供給に成功、その間に杏奈先生が伝説のリモコンの一時停止ボタンを押し、見事魔王に命中。千年前と同様、魔王の肉体は太陽の中に、魂は7つに分裂しどこかへ飛び散っていった。こうして魔王は再び封じられ、戦いを終えた甜歌と愛実は地球に帰還していった。

## ドラマ プラズマ界
2004年度の年間設定「プラズマ界」を舞台にしたドラマ。毎週月曜日 - 水曜日に放送された。

### あらすじ
甜歌と愛実(つぐみ)は幼馴染だけどライバル同士、いつも些細なことでケンカばかり。
同じテニススクールに通う2人は、その日もテニスコートの取り合いで大喧嘩。その後、休憩室でもテレビのチャンネル争いをしていると、突然テレビがまばゆく輝き、2人はテレビの中へと吸い込まれてしまった。その先には、常に太陽に照らされ続ける国・テレヴィアと、太陽の光が全く届かない闇の国・アンダーワールドが表裏になっている、プラズマ界という異世界が広がっていた。
甜歌はテレヴィアのレインボーガーディアンズ(RG)に、愛実はアンダーワールドのアンダーワールドファミリー(UWF)にそれぞれ保護され、2人は表と裏に別れて生活することに───。
テレヴィアの平和を守る精鋭部隊、RGと、一方で「テレヴィアに太陽を奪われた」と主張し、太陽を取り返すために必要とされる「虹の箱」を探し求め、テレヴィアを荒し回るUWF。
2つの対立する勢力に、対立する2人の少女...。
果たして、「虹の箱」とは何なのか、どこにあり、何が入っているのか...、そして、甜歌と愛実は無事元の世界に帰ることができるのか…！？

### 出演者

#### RG（Rainbow Guardians）
- レッド隊長（演：レッド吉田）
- 甜歌（演：橋本甜歌）
- 杏奈先生（演：白木杏奈）
- ちひろ（演：村田ちひろ）
- 卓也（演：井出卓也）
- ラビ零号（声：坂口候一）

#### UWF（Under World Family）
- ゴルゴ伯爵（演：ゴルゴ松本）
- 愛実（演：篠原愛実）
- 有沙女王（演：中村有沙）
- 望（演：ド・ランクザン望）
- 幸生（演：堀江幸生）
- ドクター・レイシー（演：洸太レイシー）

#### その他
- 秋山刑事（演：秋山恵）
- 夏希（演：加藤夏希）

#### 第1話 プラズマ界へ!
- ミカミコーチ（演：MIKAMI）
- 特撮番組の出演者（演：HERO!）
- 特撮番組の出演者（演：岸哲生）

#### 第3話 ミラクルおじさん危機一髪!
- ミラクルおじさん（演：千葉繁）
- 崇之（演：柿沢崇之）
- 司（演：柿沢司）
- 手品の見物客（演：バーンズ勇気）
- 手品の見物客（演：浅野優梨愛）
- 手品の見物客（演：千秋レイシー）

#### 第4話 究極の美の果て!
- かをり先生（演：眞鍋かをり）
- コジコジ（演：小島聡）
- カズカズ（演：カズ・ハヤシ）
- ジョアン（演：ジョアン・ヤマザキ）

#### 第5話 ねらわれた美術館!
- 樹音館長（演：川﨑樹音）

#### 第7話 ちひろのお見合い!
- たまよ（演：島田珠代）
- ハムテル（演：前田公輝）
- 小川直也
- 里穂（演：飯田里穂）
- 愛美（演：伊倉愛美）
- 郁哉（演：髙橋郁哉）

#### 第8話 明かされた争いの歴史!
- 優梨愛ロボ（演：浅野優梨愛）
- 虹の勇者（演：佐久間信子）
- 虹の勇者（演：エバンス太郎）
- ハルオ（演：村上東奈）

#### 第9話 決戦 ダンス大会!
- バーンズ勇気
- T-ASADA

#### 第10話 恐怖の館を進め!
- 鳶丸（演：天野鳶丸）
- 莉紗（演：笹岡莉紗）
- 謎の少女（演：岡室穂香）

#### 第11話 RGおとり大作戦!
- 愛美（演：伊倉愛美）
- エマ（演：近藤エマ）
- 紫星（演：張沢紫星）
- なすび

#### 第13話 よみがえった謎の女!
- 亜沙美巡査（演：亜沙美）
- 里穂（演：飯田里穂）
- 愛美（演：伊倉愛美）
- 郁哉（演：髙橋郁哉）

#### 第14話 聖なる炎を守れ!
- 栄じいさん（演：梅津栄）
- なつ（演：岡本奈月）

#### 第15話 無人島と科学者一族!
- ドクター・チアキ（演：千秋レイシー）

#### 第16話 修行寺の卒業試験!
- 三四郎先生（演：高木三四郎）
- 太（演：三和太）
- 章一（演：一宮章一）
- 中林寺格闘三兄弟（演：坂井良宏）
- 中林寺格闘三兄弟（演：HERO!）
- 中林寺格闘三兄弟（演：高梨将弘）

#### 第17話 ちひろが二人!
- 亜沙美巡査（演：亜沙美）

#### 第18話 美術館の呪いの札!
- 樹音館長（演：川﨑樹音）

#### 第19話 暴走ロボをくい止めろ!
- ハムテル（演：前田公輝）
- 優梨愛ロボ（演：浅野優梨愛）
- ジョアンロボ（演：ジョアン・ヤマザキ）
- なつ（演：岡本奈月）
- シェフダー（声：鈴木琢磨）
- ナカモトくん（声：鈴木琢磨）
- ラビ07B号（声：坂口候一）
- ラビ06S号（声：坂口候一）
- Dr.ラビ∞号(声:高田由美)

#### 第22話 最後の札はどこに!
- ドクター・チアキ（演：千秋レイシー）
- 里穂（演：飯田里穂）
- 愛美（演：伊倉愛美）
- 郁哉（演：髙橋郁哉）
- キャプテン・キバーン（演：KIBA）
- クイーン・チェリーブロッサム（演：桜花由美）
- シャラク・レイシー（演：小林写楽）

#### 第23話 虹の箱のありか!
- ドクター・チアキ（演：千秋レイシー）
- 里穂（演：飯田里穂）
- 愛美（演：伊倉愛美）
- 郁哉（演：髙橋郁哉）

#### 第24話 伝説のリモコン登場!
- ドクター・チアキ（演：千秋レイシー）
- 里穂（演：飯田里穂）
- 愛美（演：伊倉愛美）
- 郁哉（演：髙橋郁哉）
- なつ（演：岡本奈月）
- 虹の勇者（演：佐久間信子）
- 虹の勇者（演：エバンス太郎）
- シャラク・レイシー（演：小林写楽）

#### 第25話 魔王を封印せよ!
- ドクター・チアキ（演：千秋レイシー）
- 里穂（演：飯田里穂）
- 愛美（演：伊倉愛美）
- 郁哉（演：髙橋郁哉）
- 樹音館長（演：川﨑樹音）
- なつ（演：岡本奈月）
- ミカミコーチ（演：MIKAMI）

### 放送日程
| サブタイトル                    | 初回放送       | 総集編          | 総集編         |
| ------------------------------- | -------------- | --------------- | -------------- |
| 第1話 プラズマ界へ!             | 2004年04月05日 | 2004年 05月03日 | 2005年 2月07日 |
| 第1話 プラズマ界へ!             | 2004年04月06日 | 2004年 05月03日 | 2005年 2月07日 |
| 第1話 プラズマ界へ!             | 2004年04月07日 | 2004年 05月03日 | 2005年 2月07日 |
| 第2話 UWFがねらう箱!            | 2004年04月12日 | 2004年 05月04日 | 2005年 2月08日 |
| 第2話 UWFがねらう箱!            | 2004年04月13日 | 2004年 05月04日 | 2005年 2月08日 |
| 第2話 UWFがねらう箱!            | 2004年04月14日 | 2004年 05月04日 | 2005年 2月08日 |
| 第3話 ミラクルおじさん危機一髪! | 2004年04月19日 | 2004年 05月05日 | 2005年 2月09日 |
| 第3話 ミラクルおじさん危機一髪! | 2004年04月20日 | 2004年 05月05日 | 2005年 2月09日 |
| 第3話 ミラクルおじさん危機一髪! | 2004年04月21日 | 2004年 05月05日 | 2005年 2月09日 |
| 第4話 究極の美の果て!           | 2004年04月26日 | 2004年 05月06日 | 2005年 2月10日 |
| 第4話 究極の美の果て!           | 2004年04月27日 | 2004年 05月06日 | 2005年 2月10日 |
| 第4話 究極の美の果て!           | 2004年04月28日 | 2004年 05月06日 | 2005年 2月10日 |
| 第5話 ねらわれた美術館!         | 2004年05月10日 | 2004年 06月07日 | 2005年 2月14日 |
| 第5話 ねらわれた美術館!         | 2004年05月11日 | 2004年 06月07日 | 2005年 2月14日 |
| 第5話 ねらわれた美術館!         | 2004年05月12日 | 2004年 06月07日 | 2005年 2月14日 |
| 第6話 レッド隊長の秘密!         | 2004年05月17日 | 2004年 06月08日 | 2005年 2月15日 |
| 第6話 レッド隊長の秘密!         | 2004年05月18日 | 2004年 06月08日 | 2005年 2月15日 |
| 第6話 レッド隊長の秘密!         | 2004年05月19日 | 2004年 06月08日 | 2005年 2月15日 |
| 第7話 ちひろのお見合い!         | 2004年05月24日 | 2004年 06月09日 | 2005年 2月16日 |
| 第7話 ちひろのお見合い!         | 2004年05月25日 | 2004年 06月09日 | 2005年 2月16日 |
| 第7話 ちひろのお見合い!         | 2004年05月26日 | 2004年 06月09日 | 2005年 2月16日 |
| 第8話 明かされた争いの歴史!     | 2004年05月31日 | 2004年 06月10日 | 2005年 2月17日 |
| 第8話 明かされた争いの歴史!     | 2004年06月01日 | 2004年 06月10日 | 2005年 2月17日 |
| 第8話 明かされた争いの歴史!     | 2004年06月02日 | 2004年 06月10日 | 2005年 2月17日 |
| 第9話 決戦 ダンス大会!          | 2004年06月14日 | 2004年 07月12日 | 2005年 2月21日 |
| 第9話 決戦 ダンス大会!          | 2004年06月15日 | 2004年 07月12日 | 2005年 2月21日 |
| 第9話 決戦 ダンス大会!          | 2004年06月16日 | 2004年 07月12日 | 2005年 2月21日 |
| 第10話 恐怖の館を進め!          | 2004年06月21日 | 2004年 07月13日 | 2005年 2月22日 |
| 第10話 恐怖の館を進め!          | 2004年06月22日 | 2004年 07月13日 | 2005年 2月22日 |
| 第10話 恐怖の館を進め!          | 2004年06月23日 | 2004年 07月13日 | 2005年 2月22日 |
| 第11話 RGおとり大作戦!          | 2004年06月28日 | 2004年 07月14日 | 2005年 2月23日 |
| 第11話 RGおとり大作戦!          | 2004年06月29日 | 2004年 07月14日 | 2005年 2月23日 |
| 第11話 RGおとり大作戦!          | 2004年06月30日 | 2004年 07月14日 | 2005年 2月23日 |
| 第12話 虹の箱の秘密!            | 2004年07月05日 | 2004年 07月15日 | 2005年 2月24日 |
| 第12話 虹の箱の秘密!            | 2004年07月06日 | 2004年 07月15日 | 2005年 2月24日 |
| 第12話 虹の箱の秘密!            | 2004年07月07日 | 2004年 07月15日 | 2005年 2月24日 |
| 第13話 よみがえった謎の女!      | 2004年09月20日 | 2004年 10月06日 | 2005年 2月28日 |
| 第13話 よみがえった謎の女!      | 2004年09月21日 | 2004年 10月06日 | 2005年 2月28日 |
| 第13話 よみがえった謎の女!      | 2004年09月22日 | 2004年 10月06日 | 2005年 2月28日 |
| 第14話 聖なる炎を守れ!          | 2004年09月27日 | 2004年 10月07日 | 2005年 3月01日 |
| 第14話 聖なる炎を守れ!          | 2004年09月28日 | 2004年 10月07日 | 2005年 3月01日 |
| 第14話 聖なる炎を守れ!          | 2004年09月29日 | 2004年 10月07日 | 2005年 3月01日 |
| 第15話 無人島と科学者一族!      | 2004年10月11日 | 2004年 11月08日 | 2005年 3月02日 |
| 第15話 無人島と科学者一族!      | 2004年10月12日 | 2004年 11月08日 | 2005年 3月02日 |
| 第15話 無人島と科学者一族!      | 2004年10月13日 | 2004年 11月08日 | 2005年 3月02日 |
| 第16話 修行寺の卒業試験!        | 2004年10月18日 | 2004年 11月09日 | 2005年 3月03日 |
| 第16話 修行寺の卒業試験!        | 2004年10月19日 | 2004年 11月09日 | 2005年 3月03日 |
| 第16話 修行寺の卒業試験!        | 2004年10月20日 | 2004年 11月09日 | 2005年 3月03日 |
| 第17話 ちひろが二人!            | 2004年10月26日 | 2004年 11月10日 | 2005年 3月07日 |
| 第17話 ちひろが二人!            | 2004年10月27日 | 2004年 11月10日 | 2005年 3月07日 |
| 第17話 ちひろが二人!            | 2004年10月27日 | 2004年 11月10日 | 2005年 3月07日 |
| 第18話 美術館の呪いの札!        | 2004年11月01日 | 2004年 11月11日 | 2005年 3月08日 |
| 第18話 美術館の呪いの札!        | 2004年11月01日 | 2004年 11月11日 | 2005年 3月08日 |
| 第18話 美術館の呪いの札!        | 2004年11月03日 | 2004年 11月11日 | 2005年 3月08日 |
| 第19話 暴走ロボをくい止めろ!    | 2004年11月15日 | 2004年 12月13日 | 2005年 3月09日 |
| 第19話 暴走ロボをくい止めろ!    | 2004年11月16日 | 2004年 12月13日 | 2005年 3月09日 |
| 第19話 暴走ロボをくい止めろ!    | 2004年11月17日 | 2004年 12月13日 | 2005年 3月09日 |
| 第20話 アンダー城潜入大作戦!    | 2004年11月22日 | 2004年 12月14日 | 2005年 3月10日 |
| 第20話 アンダー城潜入大作戦!    | 2004年11月23日 | 2004年 12月14日 | 2005年 3月10日 |
| 第20話 アンダー城潜入大作戦!    | 2004年11月24日 | 2004年 12月14日 | 2005年 3月10日 |
| 第21話 巻物と封印の歴史!        | 2004年11月29日 | 2004年 12月15日 | 2005年 3月14日 |
| 第21話 巻物と封印の歴史!        | 2004年11月30日 | 2004年 12月15日 | 2005年 3月14日 |
| 第21話 巻物と封印の歴史!        | 2004年12月01日 | 2004年 12月15日 | 2005年 3月14日 |
| 第22話 最後の札はどこに!        | 2004年12月06日 | 2004年 12月16日 | 2005年 3月15日 |
| 第22話 最後の札はどこに!        | 2004年12月07日 | 2004年 12月16日 | 2005年 3月15日 |
| 第22話 最後の札はどこに!        | 2004年12月08日 | 2004年 12月16日 | 2005年 3月15日 |
| 第23話 虹の箱のありか!          | 2005年01月10日 | 2005年 01月31日 | 2005年 3月16日 |
| 第23話 虹の箱のありか!          | 2005年01月11日 | 2005年 01月31日 | 2005年 3月16日 |
| 第23話 虹の箱のありか!          | 2005年01月12日 | 2005年 01月31日 | 2005年 3月16日 |
| 第24話 伝説のリモコン登場!      | 2005年01月17日 | 2005年 02月01日 | 2005年 3月17日 |
| 第24話 伝説のリモコン登場!      | 2005年01月18日 | 2005年 02月01日 | 2005年 3月17日 |
| 第24話 伝説のリモコン登場!      | 2005年01月19日 | 2005年 02月01日 | 2005年 3月17日 |
| 第25話 魔王を封印せよ!          | 2005年01月24日 | 2005年 02月02日 | 2005年 3月21日 |
| 第25話 魔王を封印せよ!          | 2005年01月25日 | 2005年 02月02日 | 2005年 3月21日 |
| 第25話 魔王を封印せよ!          | 2005年01月26日 | 2005年 02月02日 | 2005年 3月21日 |

### 主題歌
- 「Chip Trick」RGのテーマ
- 「Opposite side」UWFのテーマ

## 番組情報
- 番組名称：天才てれびくんMAX
- 通算年数：12年目
- 放送期間：2004年4月5日 - 2005年3月31日
- 放送時間：月曜 - 木曜 18:20 - 19:00（40分）
- 総合司会：TIM
- ナレーション：鈴木琢磨

| タイトル                                | 備考        |
| --------------------------------------- | ----------- |
| プラズマ回遊                            | 番組主題歌  |
| PARTY IS OPEN!                          | 木曜主題歌  |
| ミュージックてれびくん                  | 音楽        |
| Thursday live                           | 木曜生放送  |
| ドラマ プラズマ界                       | 月曜 - 水曜 |
| 天てれゲームゾーン                      | 月曜 - 火曜 |
| スチャラカ!人気者王                     | 月曜        |
| 挑戦!サバニレース                       | 火曜        |
| 1192作ろう!!天てれ幕府                  | 火曜        |
| 紙フトタッチダウン                      | 水曜        |
| ワガママ放題!勝手議会                   | 水曜        |
| 天てれ大喜利                            |             |
| こちら「週刊天てれ」編集部              |             |
| 2004年度 短期企画                       |             |
| ロック星の叫び プラズマ宇宙旅行         | イベント    |
| テンタニック号危機一髪!プラズマ大歌合戦 | イベント    |

## 音楽

### プラズマ回遊
2004年度メインテーマ。
プラズマ回遊
- 歌：てれび戦士2004
- 作詞：Yen chang+js
- 作曲・編曲：福岡ユタカ
- オープニング - 放送尺：32秒
- エンディング - 最大放送尺：1分55秒

音楽商品
- 2005年02月23日『MTK the 9th』

### PARTY IS OPEN!
2004年度の木曜生放送「Thursday live」オープニングテーマ。
PARTY IS OPEN!
- 歌：てれび戦士2004
- 作詞・作曲・編曲：STONED SOUL PICNIC
- 放送尺：60秒

PARTY IS OPEN
- 歌：てれび戦士2004
- 作詞：JUN JUN
- 作詞・作曲・編曲：STONED SOUL PICNIC
- 備考
曲名表記に「!」がない。『テンタニック号危機一髪!プラズマ大歌合戦』で歌唱。
CDアルバム『MTK the 9th』に「PARTY IS OPEN（ライブバージョン）」として収録。

音楽商品
- 2005年02月23日『MTK the 9th』

### Chip Trick
2004年度「ドラマ プラズマ界」RGレインボー・ガーディアンズのテーマ。
Chip Trick
- 歌：白木杏奈
- 作詞・作曲：小林写楽
- 備考
元々はテクノユニットFLOPPYの楽曲で、歌詞と曲の一部に変更が加えられている。

音楽商品
- 2005年02月23日『MTK the 9th』

### Opposite side
2004年度「ドラマ プラズマ界」UWFアンダーワールド・ファミリーのテーマ。
Opposite side
- インストゥルメンタル
- 作曲：小林写楽

音楽商品
- 2005年02月23日『MTK the 9th』

## 2004年度 短期企画
| 2004年        | 企画                                                             | 注釈      | 出典   |
| ------------- | ---------------------------------------------------------------- | --------- | ------ |
| 04月05日 月曜 | 新人紹介（橋本甜歌、バーンズ勇気）                               |           | [ 1 ]  |
| 04月06日 火曜 | 新人紹介（浅野優梨愛、篠原愛実、髙橋郁哉）                       |           | [ 2 ]  |
| 04月07日 水曜 | 新人紹介（伊倉愛美、洸太レイシー、千秋レイシー）                 |           | [ 3 ]  |
| 04月20日 火曜 | 出張リクエスト どろだんご                                        |           | [ 4 ]  |
| 05月18日 火曜 | 出張リクエスト 金魚すくい                                        |           | [ 5 ]  |
| 05月25日 火曜 | 道草でフランス料理をつくろう!                                    | [ 注 31 ] | [ 6 ]  |
| 06月29日 火曜 | 理想の部屋実現プロジェクト!                                      | [ 注 32 ] | [ 7 ]  |
| 09月06日 月曜 | 天てれファンを探せ! IN HOKKAIDO                                  | [ 注 33 ] | [ 8 ]  |
| 09月07日 火曜 | にじ色の服を作ろう                                               |           | [ 9 ]  |
| 09月13日 月曜 | 天てれ夏合宿 IN 鬼ヶ島 〜前編〜                                  |           | [ 10 ] |
| 09月14日 火曜 | 天てれ夏合宿 IN 鬼ヶ島 〜後編〜                                  |           | [ 11 ] |
| 09月15日 水曜 | 昆虫オリンピック 町中で昆虫採集を楽しもう                        | [ 注 34 ] | [ 12 ] |
| 09月21日 火曜 | おじいちゃんおばあちゃんにホントの手作りおすしをごちそうしたい!! | [ 注 35 ] | [ 13 ] |
| 09月28日 火曜 | ガサガサ探検! 〜生き物大調査〜                                   | [ 注 36 ] | [ 14 ] |
| 10月19日 火曜 | 千秋レイシーの本気でギョウザ屋めざします                         |           | [ 15 ] |
| 11月16日 火曜 | 緊急企画 TIM対てれび戦士 野球対決!! in 西武ドーム                |           | [ 16 ] |
| 11月23日 火曜 | 究極のスイーツが食べたい                                         | [ 注 37 ] | [ 17 ] |
| 11月30日 火曜 | 乱入!ちんどんコンクール in 高知                                  | [ 注 38 ] | [ 18 ] |
| 12月07日 火曜 | 幻の温泉を探せ                                                   | [ 注 39 ] | [ 19 ] |
| 2005年        | 企画                                                             | 注釈      | 出典   |
| 01月11日 火曜 | 飯田里穂の止まれを描いてみたかった                               | [ 注 40 ] | [ 20 ] |
| 01月18日 火曜 | 天てれファンを探せ! in 九州                                      | [ 注 41 ] | [ 21 ] |
| 03月24日 木曜 | メイキング・オブ・テンタニック号危機一髪!プラズマ大歌合戦        |           | [ 22 ] |

## 天てれゲームゾーン 2004年度

### 概要
テレヴィア本島のはるかな南、液晶の海にあるメガネシア。そこはレインボー・ガーディアンズとアンダーワールドファミリーが対決する場。月曜日・火曜日のメガネシアでは、スタジオCGでの4種類のゲーム競技、水曜日はロケにて「紙フトタッチダウン」を放送。（例外もあるが）夏冬の長期総集編時にまとめてアンコール放送される。

### ガン・バレーの決戦
「ガン・バレー島」で行う競技、足踏みで車を動かしクイズを答える、正解された方は車を1台失い、3台失うか相手の車が自分の陣地に入ってしまうと負けとなる。負けたチームは罰ゲームを受ける。1学期はチームのリーダー（TIMのどちらかに）が、ガン・バレーの実（徐々に膨らみ、やがて破裂する風船。中にピンポン玉などが入っていることもある）の下でゲームに使う車の絵の募集をするという罰ゲームを受けたが、2学期以降はてれび戦士も勝利チームのリーダーの指示することをやるという罰ゲームを受けることとなった。
- ガン・バレーの標識

数文字の文字が重なった状態で出現し、その文字は前から並べるとある言葉になっている。両チームはその言葉が分かった時点で早押しで解答し、正解すれば勝利となる。文字は最初は完全に重なっているが、時間と共に左右に揺れ動き(この時、後方の文字は前方より遅れて動く)、後方の文字も見やすくなっていく。勝利したチームはターボエンジンの「ターボ君」(ボディビルダーの簗瀬憲光)を獲得。3回お手つきをすると失格。当初は文字は黒く縁取りをされていたが、途中から縁取りがなくなり、真っ白な文字で出題されるようになった。
- 車の押し合い勝負

ボードの上で足踏みして一本道の線路上の自チームの車を進め、対岸の相手チームのスタート地点に攻め込む。途中で車がぶつかるとクイズが出題。相手に正解されたチームは車が落下し、スタートからやり直し。正解したチームはてれび戦士を交代、正解されたチームのてれび戦士はそのまま。ターボ君は1回10秒だけ使え、使うタイミングはリーダーが決定する(使用しないまま負けたケースもある)。3問先に正解される(＝3台車が落下する)か自陣に攻め込まれてしまった時点で敗北となり、相手のスタート地点に攻め込むか3問先に正解したチームが勝利となる。なお、両チームの車のデザインは視聴者から募集されていた。

### 以心天心の乱
「以心天心島」で行う競技。質問の答えを予想し、より正解数の多い方が勝利となる。1学期では勝利チームにご褒美が与えられるため、同点の場合はじゃんけんで勝敗を決める。2学期以降はご褒美がないため同点はそのまま引き分けて終了となる。
- 1回戦：代表者1人が考えることを他のメンバーが当てる。1人正解につき1ポイント。
- 2回戦：事前に一般人に聞いたアンケートを当てる。1人正解につき1ポイント。
- ご褒美獲得ゲーム：2つのせいろのうち1つにはケーキ。もう1つには空気（何も入っておらず、ハズレ）。ケーキを当てることができれば食べることができる。

### 上下峠の陣
「ローハイ島」で行う競技。25のマスに山の幸の絵が描かれており、裏には1から25までの数字が書かれている。最初は真ん中のマスがめくられ、その後先攻チームが１枚マスを選び、そのマスの数字が前に出た数字よりも大きい（上）か小さい（下）かを当てる。正解すればそのマスを獲得(最初のマスはどちらのチームの物にもならない)、以降は直前にめくられたマスを基準にして別のマスを選び、上か下かを予想…を繰り返していく。失敗するまで同じ人が続けてチャレンジできるが、山賊カードを出してしまうとクイズ(このクイズも何かがある基準より上か下かを問うクイズとなっている)が出題され、間違えると連続して取ったマスが全て相手チームのものになる。また、正誤に関わらず相手チームの番となる。なお、山賊カードを出る前に相手にターンを譲ることも可能。より枚数の多い方が勝ち。

### 名探偵バトル!ナニーナッター!!
「ナッ島」で行う競技。片方のチーム（ナッターチーム）全員がお題に出された「何か」になりきり、もう片方のチーム（探偵チーム）が探偵となり、質問をする。探偵チームは相手チームが何になったか質問と推理で当てる（視聴者にルール上明言されていたわけではないが、嘘の返答は行われることはない）。解答は3回、質問は10回まで。より少ない質問で正解したチームの勝ち。必ずしも質問で得たヒントだけで推理する必要はなく、相手チームのお題へのリアクションや会話内容(場合によっては戦士が勝手にヒントを出すこともある)などもヒントにしてよい。お題は画像で提示され、視聴者にはヒントとしてモザイクで出題されたお題が表示される。
| 天才てれびくん CGスタジオゲーム | 天才てれびくん CGスタジオゲーム       | 天才てれびくん CGスタジオゲーム       |
| ------------------------------- | ------------------------------------- | ------------------------------------- |
| 2003年度ゴルゴ13面相            | 2004年度天てれゲームゾーン メガネシア | 2005年度天てれゲームゾーン ユゲデール |

## スチャラカ!人気者王
2004年度の月曜日（2004年10月26日のみ火曜日）に放送。師匠の芸を身に付け、クラスの人気者になろうという目的のコーナー。
| 2004年   | テーマ                           | 師匠             | てれび戦士                       | 脚注   |
| -------- | -------------------------------- | ---------------- | -------------------------------- | ------ |
| 04月12日 | ブーブークッション演奏           | ポカスカジャン   | 井出卓也、堀江幸生、川﨑樹音     | [ 23 ] |
| 04月19日 | 給食献立サウンド                 | ポカスカジャン   | 井出卓也、堀江幸生、川﨑樹音     | [ 24 ] |
| 05月10日 | 超能力「読心術」                 | マギー審司       | ド・ランクザン望、橋本甜歌       | [ 25 ] |
| 05月17日 | 手品「テープとはさみでマジック」 | マギー審司       | ド・ランクザン望、橋本甜歌       | [ 26 ] |
| 05月24日 | 落語「扇子と手ぬぐい」           | 林家いっ平       | 堀江幸生、千秋レイシー、近藤エマ | [ 27 ] |
| 05月31日 | 落語「しぐさだけで変身」         | 林家いっ平       | 堀江幸生、千秋レイシー、近藤エマ | [ 28 ] |
| 06月14日 | 悲しいとき「あるあるをさがそう」 | いつもここから   | 村田ちひろ、高橋郁哉             | [ 29 ] |
| 06月21日 | 悲しいとき「モノクロイラスト」   | いつもここから   | 村田ちひろ、高橋郁哉             | [ 30 ] |
| 06月28日 | ヨイショ                         | 稲川淳二         | 飯田里穂、洸太レイシー           | [ 31 ] |
| 07月05日 | 怪談話                           | 稲川淳二         | 飯田里穂、洸太レイシー           | [ 32 ] |
| 09月20日 | モノマネは勇気と観察             | 原口あきまさ     | 千秋レイシー、伊倉愛美           | [ 33 ] |
| 09月27日 | ボディーアート（体をはった芸）   | ビックスモールン | 前田公輝、バーンズ勇気           | [ 34 ] |
| 10月11日 | なんでも笛                       | はたのぼる       | 村田ちひろ、張沢紫星、浅野優梨愛 | [ 35 ] |
| 10月18日 | 替え歌                           | 嘉門達夫         | 白木杏奈、篠原愛実               | [ 36 ] |
| 10月26日 | 太神楽                           | 柳貴家小雪       | 堀江幸生、川﨑樹音               | [ 37 ] |
| 11月15日 | イラスト                         | 水森亜土         | 伊倉愛美、千秋レイシー           | [ 38 ] |
| 11月22日 | シガーボックス                   | ダンディGO       | 中村有沙、ド・ランクザン望       | [ 39 ] |
| 11月29日 | ダンス「バンプ」                 | パパイヤ鈴木     | 堀江幸生、浅野優梨愛             | [ 40 ] |
| 12月06日 | 科学のおもちゃ                   | 米村でんじろう   | 橋本甜歌、洸太レイシー           | [ 41 ] |
| 2005年   | テーマ                           | 師匠             | てれび戦士                       | 脚注   |
| 01月10日 | マジック                         | ナポレオンズ     | 井出卓也、ジョアン・ヤマザキ     | [ 42 ] |
| 01月17日 | マジック                         | ナポレオンズ     | 井出卓也、ジョアン・ヤマザキ     | [ 43 ] |

## 1192作ろう!!天てれ幕府
2004年度1学期の火曜日に放送。てれび戦士が「世直し」をするコーナー。年齢順に上様、老中、若年寄に扮したてれび戦士が、「目安箱」に入れられた視聴者から寄せられた問題提起のお便りを読み、解決に導く。
| 2004年  | タイトル                             | てれび戦士                                 | 脚注   |
| ------- | ------------------------------------ | ------------------------------------------ | ------ |
| 4月13日 | かまぼこ板で地球を救う!!             | 井出卓也、ジョアン・ヤマザキ、千秋レイシー | [ 44 ] |
| 5月11日 | 世の中のあらゆる芯を救う!!           | ジョアン・ヤマザキ、伊倉愛美、張沢紫星     | [ 45 ] |
| 6月15日 | 外国の人にもっと日本に来てもらおう!! | ジョアン・ヤマザキ、髙橋郁哉、川﨑樹音     | [ 46 ] |

## 出張リクエスト企画 2004年度
| 年度別 | 2003 - 2004 |

2004年度の火曜日に放送。みんなの夢をかなえるため全国各地を出張。

### 出張リクエスト どろだんご
- リクエスト：スゴイどろだんごを作りたい
- 放送日
  - 本放送：2004年04月20日 火曜 [4]
  - 再放送：2004年08月31日 火曜 [47]
- てれび戦士：洸太レイシー、川﨑樹音

### 出張リクエスト 金魚すくい
- リクエスト：金魚すくい日本一をめざす
- 放送日
  - 本放送：2004年05月18日 火曜 [5]
  - 再放送：2004年09月01日 水曜 [48]
- てれび戦士：洸太レイシー、髙橋郁哉

## 挑戦!サバニレース
2004年度1学期。沖縄県島尻郡座間味村の座間味島でサバニに挑戦。てれび戦士と地元中学生が第5回サバニ帆漕レースに出場するまでの奮闘した姿を映した。
チーム概要
- チーム名：ザマ美らMAX（ざまちゅらマックス）
- 代表者：高武慎（NHKスタッフ）
- 監督：宮平秀保

| 名前         | よみ            | 学年 | 備考 |
| ------------ | --------------- | ---- | ---- |
| 前田公輝     | まえだ ごうき   | 中1  | 船長 |
| 飯田里穂     | いいだ りほ     | 中1  |      |
| バーンズ勇気 | Byrnes ゆうき   | 小6  |      |
| 高江洲愛美   | たかえす まなみ | 中2  |      |
| 比嘉夕貴     | ひが ゆうき     | 中2  |      |
大会本番では10人前後のチームで交代しながら漕ぐため、高江洲愛美と比嘉夕貴の父兄が加わり、10人で参加した。
大会概要
- 大会名：第5回サバニ帆漕レース
- 開催日：2004年6月27日（日曜）
- 制限時間：8時間
- コース
  - 始点：座間味島「古座間味ビーチ」
  - 終点：沖縄本島「那覇港」（およそ40km）→ナガンヌ島を通過（27km）
※大会当日、無風のためコース短縮。

- 成績：6時間33分12秒（42組中32位）
- 出典：

放送日程
| 2004年  | タイトル   | 備考                   | 脚注 |
| ------- | ---------- | ---------------------- | ---- |
| 4月27日 | Vol.1      |                        | [50] |
| 6月01日 | Vol.2      |                        | [51] |
| 6月22日 | Vol.3      |                        | [52] |
| 6月24日 | 本番直前!  | 木曜生放送             | [53] |
| 7月06日 | ファイナル | 特別エンディングテーマ | [54] |

## 天てれ大喜利
2004年度放送。司会は笑腹亭ゴル蔵（ゴルゴ松本）。
| 2004年   | メンバー                                                                 | アシスタント     | 出典   |
| -------- | ------------------------------------------------------------------------ | ---------------- | ------ |
| 04月26日 | 伊倉愛美、千秋レイシー、ジョアン・ヤマザキ、髙橋郁哉、近藤エマ           | 洸太レイシー     | [ 55 ] |
| 06月02日 | 浅野優梨愛、千秋レイシー、川﨑樹音、村田ちひろ、井出卓也                 | 堀江幸生         | [ 56 ] |
| 07月07日 | 橋本甜歌、千秋レイシー、川﨑樹音、髙橋郁哉、白木杏奈                     | ド・ランクザン望 | [ 57 ] |
| 10月12日 | 近藤エマ、千秋レイシー、張沢紫星、橋本甜歌、ド・ランクザン望             | 洸太レイシー     | [ 58 ] |
| 12月01日 | 村田ちひろ、洸太レイシー、ジョアン・ヤマザキ、近藤エマ、ド・ランクザン望 | 堀江幸生         | [ 59 ] |

## ワガママ放題!勝手議会 2004年度
| 年度別 | 2004 - 2005 - 2006 |

2004年度の水曜日に放送。
プラズマ界のどこかにある謎の大会議場。こどものこどもによるこどものための法律を作る。
議長は吉田永憲（レッド吉田）。議論に参加する議員（てれび戦士）は5名。
| 放送日          | 法案 | 注釈      | 出典   |
| --------------- | --- | --------- | ------ |
| 2004年 04月14日 | 好きな子への軽いちょっかいは相手を かなり好きな場合に限りこれを認める 提出：堀江幸生 採決：否決 1-4                                                        | [ 注 43 ] | [ 60 ] |
| 2004年 04月21日 | 全てのお父さんは パンツ一丁で家をうろついた場合 50円以下の罰金を科する 提出：村田ちひろ 採決：可決 3-2                                                     | [ 注 44 ] | [ 61 ] |
| 2004年 04月28日 | 全ての人はどんなに面白くなくても 自由にギャグを言う権利を有する 提出：ド・ランクザン望 採決：可決 5-0                                                      | [ 注 45 ] | [ 62 ] |
| 2004年 05月12日 | 学校で女子が交換している手紙を のぞき見しようとした男子には 50円以下の罰金を科する 提出：白木杏奈 採決：可決 3-2                                           | [ 注 46 ] | [ 63 ] |
| 2004年 05月19日 | 密室および狭い場所で 他の人がいるにも関わらず 臭いおならをした者に 100円以下の罰金を科する 提出：前田公輝 採決：否決 2-3                                   | [ 注 47 ] | [ 64 ] |
| 2004年 05月26日 | 全ての子どもは 夕飯を食べる前にそのおかずを つまみ食いできる権利を有する 提出：堀江幸生 採決：可決 4-1                                                     | [ 注 48 ] | [ 65 ] |
| 2004年 06月16日 | 全ての兄・姉は親が不当に弟・妹を かばうたびに臨時のおこづかいをもらう 権利を有する 提出：飯田里穂 採決：可決 4-1                                           | [ 注 49 ] | [ 66 ] |
| 2004年 06月23日 | 全ての子どもは自分がおいしいと思えば どこまでも食べ物の味を変えられる 権利を有する 提出：前田公輝 採決：可決 3-2                                           | [ 注 50 ] | [ 67 ] |
| 2004年 06月30日 | 人が飲もうと思っていた ソーダを振った者には罰金を科する 提出：近藤エマ 採決：可決 4-1                                                                      | [ 注 51 ] | [ 68 ] |
| 2004年 06月30日 | 子どもが宿題をしている時 きいていないにもかかわらず お母さんが勝手に教えた場合 罰金を科する 提出：洸太レイシー 採決：否決 2-3                              | [ 注 51 ] | [ 68 ] |
| 2004年 06月30日 | クラスの男子が 一日に十回話しかけてきたら「私のこと好きなんだ」と確信してもよい 提出：橋本甜歌 採決：否決 2-3                                              | [ 注 51 ] | [ 68 ] |
| 2004年 09月22日 | 小学4年までは 自分のことをちゃんづけで呼んでよい 提出：浅野優梨愛 採決：可決 4-1                                                                           | [ 注 52 ] | [ 69 ] |
| 2004年 09月22日 | 食べ物の一口ちょうだいは 本当に一口だけにすること 提出：ジョアン・ヤマザキ 採決：否決 2-3                                                                  | [ 注 52 ] | [ 69 ] |
| 2004年 09月29日 | 給食で牛乳を飲んでいるときに 笑わせた者は必ず後かたづけを しなければならない 提出：伊倉愛美 採決：可決 3-2                                                 | [ 注 53 ] | [ 70 ] |
| 2004年 09月29日 | 全ての親は男らしくしろ女らしくしろと 子どもをしかってはいけない 提出：白木杏奈 採決：可決 4-1                                                              | [ 注 53 ] | [ 70 ] |
| 2004年 10月13日 | 勝手に「好き」というウワサを立てた場合 100円以下の罰金を科する 提出：村田ちひろ 採決：可決 3-2                                                             | [ 注 54 ] | [ 71 ] |
| 2004年 10月13日 | 人が見ているテレビのチャンネルは 二人以上の賛成があった場合 変えることができる 提出：飯田里穂 採決：可決 4-1                                               | [ 注 54 ] | [ 71 ] |
| 2004年 10月20日 | すべての子どもは友人を集めて 誕生会を開くことを禁ずる 提出：ド・ランクザン望 採決：否決 1-4                                                                | [ 注 55 ] | [ 72 ] |
| 2004年 10月27日 | 公平で楽しい学校生活を送るために 毎週月曜日に席替えを行う 提出：篠原愛実 採決：否決 2-3                                                                    | [ 注 56 ] | [ 73 ] |
| 2004年 11月03日 | すべての子どもは スキな子が二人以上いるとき タイプの異なる場合に限り 同時に付きあう権利を有する 提出：ド・ランクザン望 採決：否決 2-3                      | [ 注 57 ] | [ 74 ] |
| 2004年 11月17日 | 人がおしゃれをしている時は いかなる場合でもその人に「そのかっこうおかしい」とか 「似合わない」とか言うことを禁ずる 提出：ジョアン・ヤマザキ 採決：可決 3-2 | [ 注 58 ] | [ 75 ] |
| 2004年 11月24日 | 自分のおこづかいで買ったゲームは ほかの人が勝手に 自分より先にクリアしてはいけない 提出：バーンズ勇気 採決：否決 2-3                                       | [ 注 59 ] | [ 76 ] |
| 2004年 11月24日 | どんなに散らかっていてもひとの部屋を 勝手にかたづけることを禁ずる 提出：堀江幸生 採決：可決 3-2                                                            | [ 注 59 ] | [ 76 ] |
| 2004年 12月08日 | 晩ごはんに三日以上カレーが続いたら お母さんに罰金を科する 提出：洸太レイシー 採決：否決 2-3                                                                | [ 注 60 ] | [ 77 ] |
| 2004年 12月08日 | すべてのクリスマスプレゼントは 子どもが欲しい物を確認してから 贈らなければならない 提出：前田公輝 採決：可決 4-1                                           | [ 注 60 ] | [ 77 ] |
| 2005年 01月12日 | すべての子どもはもらったお年玉を 自由に使う権利を有する 提出：橋本甜歌 採決：可決 3-2                                                                      | [ 注 61 ] | [ 78 ] |
| 2005年 01月12日 | 言いたいことをその場で言わずに いきなり親や先生に言いつけるものには 100円以下の罰金を科する 提出：ド・ランクザン望 採決：否決 1-4                          | [ 注 61 ] | [ 78 ] |
| 2005年 01月19日 | すべての子どもは 自分の兄弟が他人とケンカしている場合 自由に口出しできる権利を有する 提出：洸太レイシー 採決：可決 3-2                                     | [ 注 62 ] | [ 79 ] |

## にじ色の服を作ろう

### 基礎情報
- 放送日：2004年9月7日 火曜
- てれび戦士：中村有沙、白木杏奈、浅野優梨愛、伊倉愛美
- 出典：[80]

### 内容
ハーブ園
4人がやってきたのはハーブ園。染織家の箕輪直子がハーブ園の中からある植物を選んで、4人はその葉っぱを摘み取る。葉っぱを細かく千切ってネットに入れ、それを水の中でよく揉んで布を染める液を作る。出てきた色は濃い緑色で4人は緑に染まると予想する。
次に染めるための布の準備。染め上がったときに模様になるようにフィルムケースや輪ゴムを使って色ムラを出す。準備ができた布を液に1時間浸し取り出す。布は青く染まっていた。
染めるために使った葉っぱは「藍」だった。濃い色に染めることにも成功し、藍色と青色の布をゲットした。
橙・黄・緑
橙色、黄色、緑色の3色を求めて4人が向かったのは八百屋さん。中村有沙と伊倉愛美がタマネギを思いつくが「うすいよね」と却下。4人は橙色の材料にニンジンとミカン、黄色にはレモン、緑色にはホウレンソウを選んだ。選んだ材料を煮だして狙いの色に染まるか確かめてみる。結果はすべて失敗。「植物の見た目の色と染まる色は違うことが多い」ことを教わる。
染めるのに使った野菜は「タマネギの皮」。タマネギの皮を多くすると橙色、少なくすると黄色に染まる。八百屋で目をつけていたことに悔しがる中村有沙と伊倉愛美。次に緑色の染め方を教えてもらう。タマネギの皮で染めた黄色の布を藍（青色）で重ね染めると緑色に染まる。
三重県鳥羽市
浅野優梨愛と伊倉愛美は海からとれる色を求めて三重県鳥羽市に。浅野優梨愛は海草から紫色に染まる、伊倉愛美はイソギンチャクから赤色に染まると予想。
2人は手がかりを求めて鳥羽市立海の博物館に、学芸員の平賀太蔵から「海の生き物から作った色で染めた紫色の糸」を見せてもらう。その色は貝むらさきと呼ばれ、ある貝からとれる貴重な色だと教わる。
2人はその貝を海辺で探す。狙うのはイボニシとレイシの2種類の貝。岩場に貼りついてる貝をくまなく探すが小さな貝ばかり、この日は潮が最も引かない大潮の日。2人は大きな貝が住んでいる場所まで入っていくことができなかった。
そこで事前に用意した大きな貝を分けてもらい貝を割る。染物に使うのは貝殻ではなく身のほんの一部の黄色い部分。2人は爪楊枝で取り出し布を染める。黄色に染まった布を外に出し日光に当てると緑から紫へと変色していき、20分後には鮮やかな紫色となる。
なお、紫の材料は少量かつ貴重なため、白い布に小さな紫色の模様を染めた。
岩手県宮古市
中村有沙と白木杏奈は岩手県宮古市で漁師の山根清を訪ね、採りたてのキタムラサキウニが材料であることを教わる。身をとった後のウニの殻から赤い色がとれる。
浜でウニの殻を分けてもらった2人はウニの殻をむいた手が真っ赤になるのを見て染物に利用することを考案した田川宮子からやり方を教わる。熱湯に殻を入れるとお湯の色が濃い赤色に変化。そこに染める布を入れて煮詰める。サーモンピンクっぽい赤色の布が完成した。
「にじ色の服」完成
七色の布がそろい、てれび戦士4人が自身の服をそれぞれ裁縫して「にじ色の服」が完成した。

## こちら「週刊天てれ」編集部
2005年1月24日 - 1月26日に放送。こちら「週刊ユゲデールマガジン」編集部のパイロット版。
第1回
- 放送日：2005年01月24日 月曜 [81]
- てれび戦士：ジョアン・ヤマザキ、張沢紫星、中村有沙、飯田里穂、ド・ランクザン望、堀江幸生

第2回
- 放送日：2005年01月25日 火曜 [82]
- てれび戦士：川﨑樹音、前田公輝、近藤エマ、橋本甜歌、白木杏奈、洸太レイシー、千秋レイシー、バーンズ勇気

第3回
- 放送日：2005年01月26日 水曜 [83]
- てれび戦士：浅野優梨愛、髙橋郁哉、伊倉愛美、村田ちひろ、篠原愛実、井出卓也

## ロック星の叫び プラズマ宇宙旅行
番組名
天才てれびくんMAXスペシャル in NHKホール ロック星の叫び プラズマ宇宙旅行
放送日時
- 初回放送
  - 2004年9月20日 月曜09:00 - 10:15 敬老の日
- 再放送（全2回 通常放送枠）
  - 2005年1月04日 火曜18:20 - 19:00
  - 2005年1月05日 水曜18:20 - 19:00

収録会場
2004年8月1日 東京都渋谷区 NHKホール 2回公演
あらすじ
国王によって音楽が禁止された星に不時着したてれび戦士たちが音楽を取り戻すべく現地の人々と協力して戦う。
出演者
- RG（Rainbow Guardians）
  - 白木杏奈
  - 井出卓也
  - 村田ちひろ
  - 橋本甜歌
  - 前田公輝
  - バーンズ勇気
  - ジョアン・ヤマザキ
  - レッド隊長（レッド吉田）
- KIZZ
  - 飯田里穂
  - 篠原愛実
  - 堀江幸生
  - ド・ランクザン望
- ライブハウス・なすビート
  - なすび
  - なすびの娘（伊倉愛美）
  - 従業員（千秋レイシー）
  - 優梨愛ロボ（浅野優梨愛）
- 国家警察ロイヤルチェッカーズ
  - 樹音警部（川﨑樹音）
  - 郁哉刑事（髙橋郁哉）
  - ケンキ刑事（ケンキ）
  - テル刑事（テル）
- ロック星発明協会
  - 中村博士（中村有沙）
  - レイシー助手（洸太レイシー）
  - 近藤助手（近藤エマ）
- 奇岩城
  - ゴルゴール国王（ゴルゴ松本）
  - 側近（張沢紫星）

歌
1. 「明日への叫び SHOUT IT OUT LOUD」KIZZ
2. 「PARTY IS OPEN!」てれび戦士2004
3. 「ラジオスターの悲劇 Video killed the radio star」ランダム!!スロー
4. 「誕生日のうた」ヴィーナス&マース
5. 「プラズマ回遊」てれび戦士2004

スタッフ
- 歌唱指導：塚田良平、福岡ユタカ
- 振付：T-ASADA
- 殺陣：トクナガヒデカツ
- 脚本：森
- 演出：坂田淳、三好健太郎
- 制作統括：中澤俊哉

出典

## テンタニック号危機一髪!プラズマ大歌合戦
番組名
天才てれびくんMAXスペシャル in 座間 テンタニック号危機一髪!プラズマ大歌合戦
放送日時
- 初回放送
  - 2005年2月11日 金曜09:00 - 10:15 建国記念の日
- 完全版（全3回 通常放送枠）
  - 2005年3月22日 火曜18:20 - 19:00
  - 2005年3月23日 水曜18:20 - 19:00
  - 2005年3月24日 木曜18:20 - 19:00

収録会場
2005年1月30日 神奈川県座間市 ハーモニーホール座間
あらすじ
エンタパラダイス島で開かれるエンタカーニバルに出場すべくテンタニック号に乗り込んだRGとUWFだったが、船長の失態で招待状が一枚しかないことが発覚。カーニバルへの出場を賭けてRGとUWFの戦いが始まる。
出演者
- RG
  - 井出卓也
  - 白木杏奈
  - 前田公輝
  - 村田ちひろ
  - バーンズ勇気
  - ジョアン・ヤマザキ
  - 橋本甜歌
  - 千秋レイシー
  - 浅野優梨愛
  - 川﨑樹音
  - レッド隊長（レッド吉田）
- UWF
  - 堀江幸生
  - ド・ランクザン望
  - 飯田里穂
  - 洸太レイシー
  - 中村有沙
  - 篠原愛実
  - 髙橋郁哉
  - 伊倉愛美
  - 張沢紫星
  - 近藤エマ
  - ゴルゴ伯爵（ゴルゴ松本）
- テンタニック号
  - 船長（加藤夏希）
  - パーサー（テル）
  - 操舵手（ケンキ）
- 海賊マッスル団
  - ボス（秋山恵）
  - GENTARO
  - ターボ君（簗瀬憲光）
- ゲスト
  - 原田真二
  - YOU THE ROCK★

歌
1. 「PARTY IS OPEN」てれび戦士2004
2. 「ラジオスターの悲劇 Video killed the radio star」ランダム!!スロー
3. 「未来船ゴー」じゅげむさん
4. 「ココロ磁石」Time And A Word
5. 「きみのとなりで」トゥインクル
6. 「誕生日のうた」ヴィーナス&マース
7. 「ホーリー&ブライト」ゴーライブ
8. 「タイム・トラベル」原田真二
9. 「MARCH」グラスオニオン
10. 「ダンシング・シスター」フルーツ♥パーティー
11. 「明日への叫び SHOUT IT OUT LOUD」KIZZ
12. 「プラズマ回遊」てれび戦士2004

スタッフ
- 歌唱指導：塚田良平、福岡ユタカ
- 振付：T-ASADA
- 楽器指導：小山哲朗
- 脚本：金杉弘子
- 演出：石川慶、村上貴英
- 制作統括：中澤俊哉

出典